# Liste der Kulturdenkmäler in Trier-Mitte/Gartenfeld
In der Liste der Kulturdenkmäler in Trier-Mitte/Gartenfeld sind alle Kulturdenkmäler des Ortsbezirks Mitte/Gartenfeld der rheinland-pfälzischen Stadt Trier aufgeführt. Grundlage ist die Denkmalliste des Landes Rheinland-Pfalz (Stand: 9. Januar 2024).

## Denkmalzonen
| Bezeichnung                                      | Lage | Baujahr                                       | Beschreibung | Bild                           |
| ------------------------------------------------ | --- | --------------------------------------------- | --- | ------------------------------ |
| Denkmalzone Benediktinerinnenkloster St. Irminen | Krahnenufer 19 Lage | ab 330                                        | ehemaliges Benediktinerinnenkloster St. Irminen, heute Vereinigte Hospitien; - Bau A: Reste der spätantiken Horrea, um 330, im barocken Westflügel; - Bau B: frühromanischer Turm der ehemaligen Klosterkirche, oberstes Freigeschoss um 1615, Turmabschluss 1836; - Bau C: Unterkellerung des Nordflügels, 1726; am heutigen Nordtrakt Scheitelstein, bezeichnet 1621; - Bau D: Keller des ehemaligen Nordflügels, um 1740; - Bau E: barocker Westflügel mit schlossartiger Fassade, 1739–44, Architekt Caspar Kretschmar, über mehrteiliger, teilweise älterer Kelleranlage; - Bau F: ehemalige Klosterkirche (heute Hospitalkirche St. Irminen), Rokoko-Saalbau, 1771 vollendet, Architekt Jean Antoine, mit Ausstattung; Ökonomiebauten, im Kern zum Teil wohl vorbarock; - Bau I: sogenannte Merowingermauer, im unteren Teil (Rotsandsteinblöcke) wohl spätmittelalterlich, oberer Teil (Bruchsteinmauerwerk) jünger | weitere Bilder Fotos hochladen |
| Denkmalzone Bergstraße                           | Bergstraße 16a–20 Lage | 1912/13                                       | sieben Halb- und Reihenvillen, 1912/13 (Nr. 20 bereits 1907); Fassaden in schlichter Reformarchitektur, nur an Nr. 20 Anklänge an den englischen Landhausstil | Fotos hochladen                |
| Denkmalzone Bollwerkstraße                       | Bollwerkstraße 2, 2a, 3, 4 Lage | ab 1869/70                                    | halboffene Blockrandbebauung mit dreigeschossigen Mietshäusern mit historisierenden Fassaden (Nr. 4 1869/70, Nr. 2/2a Doppelhaus, 1899, Nr. 3 um 1901) | Fotos hochladen                |
| Denkmalzone Brotstraße                           | Brotstraße 25–27 Lage | Mitte des 17. Jahrhunderts                    | geschlossene straßenbildprägende Eckbebauung zur Jesuitenstraße, dreigeschossige Häuser, Mitte des 17. Jahrhunderts bis 1880er Jahre, im Kern aus dem 17. und frühen 18. Jahrhundert; Nr. 25 über tonnengewölbtem Keller, wohl aus dem frühen 18. Jahrhundert, und Dreifensterhaus, nach 1867; Nr. 26 im Kern wohl aus dem 17. Jahrhundert, Fassade 1854, Architekt J. Weis, Ladenfront um 1900 umgebaut; Nr. 27 wohl aus den frühen 1880er Jahren | Fotos hochladen                |
| Denkmalzone Bruchhausenstraße                    | Bruchhausenstraße 2–8, 10–19 Lage | 1902–14                                       | 1902–14 erfolgte Bebauung der neu angelegten Straße mit zwei- bis viergeschossigen Wohn- und Geschäftshäusern, Fassaden in allen Stilvarianten des frühen 20. Jahrhunderts | Fotos hochladen                |
| Denkmalzone Christophstraße                      | Christophstraße 8–27, Kochstraße 13 Lage | 1892 bis 1912                                 | repräsentative Zeilenwohnhäuser am Alleenring, geschlossen und lückenlos erhalten, 1892 bis 1912, Nr. 5–20 sandsteingegliederte Klinkerbauten, Neurenaissance, Nr. 21–26 Klinker- und sandsteingegliederte Putzbauten, neugotische, Neurenaissance- und neubarocke Motive, Nr. 27 Eckhaus, Kochstraße 13 Reichsbankfiliale, Nr. 8–12 zwei- bis dreigeschossige halbvillenartige Zeilenwohnhäuser am Übergang vom Späthistorismus zur Reformarchitektur | Fotos hochladen                |
| Denkmalzone Dombezirk                            | Domfreihof etc. Lage |                                               | ehemalige Domimmunität innerhalb der Domberingmauer um Dom und Liebfrauenkirche, das mittelalterliche Straßensystem erhalten, mit ehemaliger Bischofspfalz und Kurienberingen sowie Hofanlagen der Domkanoniker; begrenzt von Palaststraße, Grabenstraße, Hauptmarkt, Simeonstraße, Glockenstraße, Flanderstraße, Dominikanerstraße, Windstraße, An der Schellenmauer, Mustorstraße, An der Meerkatz, Am Breitenstein | weitere Bilder Fotos hochladen |
| Denkmalzone Fleischstraße/Nagelstraße            | Fleischstraße 33–37, 40–45, Metzelstraße 19, Nagelstraße 2, 3, 28–32 Lage | zweites Viertel des 19. Jahrhunderts bis 1914 | Wohn- und Geschäftshäuser, vorwiegend vom zweiten Viertel des 19. Jahrhunderts bis 1914; die klassizistischen Bauten zweigeschossig, die 1900–09 errichteten dreieinhalb- bis viergeschossige großbürgerliche Häuser, die in der Nagelstraße im ausgehenden 19. und beginnenden 20. Jahrhundert errichteten Bauten späthistoristisch; Fleischstraße 45 und Nagelstraße 31: Jugendstilbauten, Fleischstraße 42/43 und 37 mit Jugendstilmotiven; Fleischstraße 37, Nagelstraße 2, Fleischstraße 34–36: Eisenbeton-Konstruktionen und Massiv- und Eisenbeton-Bauten, letztere Reformarchitektur | weitere Bilder Fotos hochladen |
| Denkmalzone Grüngürtel                           | Friedrich-Ebert-Allee, Nordallee, Theodor-Heuss-Allee, Ostallee, Südallee etc. | ab 1777                                       | im Bereich der Stadtmauer und der geebneten Gräben auf der Nord-, Ost- und Westseite der mittelalterlichen Stadt angelegt, die Außengrenze bilden die ab 1777 angelegten Alleen (Friedrich-Ebert-Allee, Nordallee, Theodor-Heuss-Allee, Ostallee, Südallee), die Innengrenze die ab 1876 angelegten Straßenzüge (Franz-Ludwig-Straße, Christophstraße, Balduinstraße, An der Schellenmauer, Weimarer Allee, Kaiserstraße); Grünfläche mit Baumpflanzungen sowie gekurvter und gerader Wegeführung; integriert auf der Nordseite ein Stück der mittelalterlichen Stadtmauer mit einem Halbturm und der Balduinbrunnen, 1897, im Süden der mittelalterliche Rote Turm und das Fischerbrünnchen, 1930er Jahre | weitere Bilder Fotos hochladen |
| Denkmalzone In der Olk                           | In der Olk 17–28 Lage | zweite Hälfte des 19. Jahrhunderts            | späthistoristische Blockrandbebauung mit repräsentativen Putzfassaden, Nr. 18, 19 barockisierend, Nr. 21, 27/28 neuklassizistisch, Nr. 23/24 Neurenaissance, zweite Hälfte des 19. Jahrhunderts | Fotos hochladen                |
| Denkmalzone Kaiserstraße 2a–24                   | Kaiserstraße 2a–4a, 6a–10a, 3–20, 22–24, Wallstraße 6 Lage | ab 1879                                       | repräsentative späthistoristische Zeilenwohnhäuser, Nr. 24 1879, Nr. 13 1882, Nr. 12–3 1888–93, Nr. 2a–4a, 9a, 10a 1891–95, Nr. 6–10 ehemalige Städtische Schule, 1891 | Fotos hochladen                |
| Denkmalzone Kaiserstraße 39–44                   | Kaiserstraße 39–44 Lage | ab 1895                                       | zwei- und dreigeschossige Zeilenwohnhäuser, Neurenaissancemotive, Nr. 39, 40 und 41/42 um 1895, Nr. 43/44 um 1897 | Fotos hochladen                |
| Denkmalzone Karl-Marx-Straße 1–36                | Karl-Marx-Straße 1–19 und 25–29 (ungerade Nummern), 22–36 (gerade Nummern), Jüdemerstraße 12 Lage | 18. bis frühes 20. Jahrhunderts               | zwei Häuserzeilen des 18. bis frühen 20. Jahrhunderts mit zwei- oder dreigeschossigen Wohn- und Geschäftshäusern; barocke Mansarddachbauten, klassizistische und späthistoristische Bauten | weitere Bilder Fotos hochladen |
| Denkmalzone Karl-Marx-Straße 72–76               | Karl-Marx-Straße 72–76 (gerade Nummern) Lage | ab 1899                                       | repräsentative Blockrandbebauung an der Einmündung der Dampfschiffstraße; drei traufständige Miets- und Geschäftshäuser, Nr. 72 1899 überformt, Nr. 74 und 76 neugotisch und Reformarchitektur, 1902 und 1906/09 | weitere Bilder Fotos hochladen |
| Denkmalzone Katharinenufer                       | Katharinenufer 2–12 Lage | 1900–14                                       | drei mit moselseitigen Vorgärten und rückliegenden großen Grünflächen versehene, dicht aufgereihte Kurzzeilen von Reihenvillen mit Stilelementen vom Späthistorismus über Jugendstil bis zur Reformarchitektur, 1900–14, Architekt C. Kokke außer Nr. 8 (F. J. Kuhn) und Nr. 11 (G. Kasel); hochbedeutendes, qualitätvolles Zeugnis eines geschlossen erhaltenen Ensembles gehobener Wohnkultur dieser Zeitstellung | weitere Bilder Fotos hochladen |
| Denkmalzone Klarissenkloster St. Maria Magdalena | Dietrichstraße 30 Lage | 1730–37                                       | barocker Saalbau mit Nonnenempore, 1730–37, spätgotischer Westturm von 1495 mit barockem, romanisierendem Glockengeschoss, bezeichnet 1731; Kloster: barocke und barockisierende Dreiflügelanlage mit Mansarddächern, ab 1755; Ausstattung; tonnengewölbte Keller, darunter Nonnengruft mit Wandgräbern, überwiegend aus der zweiten Hälfte des 18. Jahrhunderts | weitere Bilder Fotos hochladen |
| Denkmalzone Kochstraße/Sichelstraße              | Kochstraße 1–12, Sichelstraße 10–12, 18–26 Lage | ab 1903                                       | lückenloser Bestand einer drei- und viergeschossigen Blockrandbebauung, erster Bauabschnitt 1903–14 (Kochstr. 2, 3, 5, 8–12, Sichelstr. 18–26), späthistoristische und Reformstil-Motive, zweiter Bauabschnitt aus den 1920er Jahren (Kochstr. 1, 4, 6/7, Sichelstr. 10–12), Reformstil | Fotos hochladen                |
| Denkmalzone Krahnenstraße/Johannisstraße         | Krahnenstraße 1, 4/4a, 6, 30, 33/34, 36–43, Feldstraße 1, 2, 4, 8, 10, Johannisstraße 1a, 2, 4–11, 14, 15 Lage |                                               | historisch gewachsene bürgerliche Bebauung der mittelalterlichen Johannisstraße mit unterschiedlichen Ensembles mit gotischen, barocken, klassizistischen und späthistoristischen Wohnhäusern, nach der Mitte des 19. Jahrhunderts mit dreigeschossigen Mietshäusern ergänzt | Fotos hochladen                |
| Denkmalzone Kronprinzenstraße                    | Kronprinzenstraße 6–10 und 15a–23, Helenenstraße 7 Lage | ab 1900                                       | größerer Teil der ab 1900 angelegten Kronprinzenstraße; auf der bis 1906 vollständig bebauten Südseite (Nr. 15a–23) fast ausschließlich zweigeschossige späthistoristische Blockrandbebauung, auf der Nordseite hauptsächlich Halb- und Reihenvillen, 1904–10 | Fotos hochladen                |
| Denkmalzone Marktbezirk                          | Hauptmarkt 1–23, Dietrichstraße 1–6, 44–54, Fleischstraße 1–12, 77–84, Grabenstraße 1–21, Jakobstraße 1–13, 31–34, Judengasse 1–7, Simeonstraße 28–45, Stockplatz 1, 2, 2a, 3, Stockstraße 4, 5, Sternstraße 7, Wilhelm-Rautenstrauch-Straße 7, 9 Lage | ab dem 10. Jahrhundert                        | umfasst den Bereich der mittelalterlichen Siedlung am Hauptmarkt: Umbauung des Hauptmarktes und der einmündenden Straßen und des Stockplatzes einschließlich der Markt- und Pfarrkirche St. Gangolph; dreieckiger Grundriss, im 10. Jahrhundert durch Erzbischof Heinrich I. angelegt, planmäßige Baufluchtänderungen vom späten 18. bis zum frühen 20. Jahrhundert, heutige Bebauung romanisch bis 20. Jahrhundert | weitere Bilder Fotos hochladen |
| Denkmalzone Merianstraße/Martinsufer             | Merianstraße 19–25, Martinsufer 4–7 Lage | ab 1921                                       | Gruppe von Wohnhäusern für Offiziere der französischen Besatzung, ab 1921; langgestreckter geschwungener Block (Merianstraße 20–23), flankiert von eingeschossigen Einzelbauten (Nr. 19 und 24), barockisierender Heimatstil, sowie barockisierende Putzbauten (Martinsufer 4–7); bauliche Gesamtanlage | Fotos hochladen                |
| Denkmalzone Nagelstraße                          | Nagelstraße 19–24 Lage | spätes 19. und frühes 20. Jahrhundert         | dreigeschossige späthistoristische Zeilenwohn- und Geschäftshäuser, spätes 19. und frühes 20. Jahrhundert | weitere Bilder Fotos hochladen |
| Denkmalzone Neustraße 18–29 und 77–94            | Neustraße 18–29, 77, 78, 82, 90–94 Lage |                                               | geschlossene Bebauung der mittleren Neustraße; dreigeschossige Giebelhäuser (Nr. 21–23; 22 und 23 spätgotisch, Fassade von Nr. 21 nach dem Zweiten Weltkrieg angepasst wiederaufgebaut) und Traufenbauten, spätes 18. Jahrhundert und zweites Viertel des 19. Jahrhunderts bis in die 1860er Jahre | Fotos hochladen                |
| Denkmalzone Neustraße 42–66                      | Neustraße 42–46, 47/48/49, 50–66, Kaiserstraße 31a Lage |                                               | geschlossene Bebauung am Südende der Neustraße; zwei- bis viergeschossige barocke, klassizistische und späthistoristische Traufenbauten, Nr. 42 spätestgotisch | Fotos hochladen                |
| Denkmalzone Palastbezirk                         | Am Palastgarten 1, Konstantinplatz 6/8, Willy-Brandt-Platz 3 Lage | ab dem 4. Jahrhundert                         | spätantike Palastaula (4. Jahrhundert), Kurfürstliches Schloss (17. und 18. Jahrhundert), Roter Turm (17. Jahrhundert), umgebende Freiflächen zum Teil mit Nachkriegsbebauung, Palastgarten; Zentrum staatlicher Machtrepräsentation von der Antike bis zum Ende der kurfürstlichen Zeit | Fotos hochladen                |
| Denkmalzone Paulusplatz                          | Paulusplatz 1–6, Kalenfelsstraße 7 Lage | 1905–14                                       | abwechslungsreiche, im Wesentlichen 1905–14 entstandene Mischbebauung; neuromanische Pauluskirche, 1907, mit Pfarrhaus (Nr. 3), neuklassizistische ehemalige Handwerker- und Kunstgewerbeschule (Nr. 4), dreigeschossige Wohnhäuser, Reformstil, um 1911/12, Architekt Josef Steinlein (Nr. 1, 6), Eckhaus, um 1870, Architekt Peter Sirker (Kalenfelsstr. 7), um 1933 von Steinlein überformt | Fotos hochladen                |
| Denkmalzone Porta-Nigra-Platz                    | Porta-Nigra-Platz 6, 7, Rindertanzstraße 16, Simeonstraße 1, 2 Lage | 1895–97                                       | straßen- und platzbildprägende, drei- und viergeschossige Wohn- und Geschäftshäuser, 1895–97; Simeonstraße 2 Renaissance- und barocke Motive, Risalitdach mit belvedereartigem Abschluss; Simeonstraße 1 großvolumiges neugotisches Eckhaus „Zum Christophel“; Porta-Nigra-Platz 7 Putzbau mit offener Vorhalle, gotische und Renaissance-Motive, Ausstattung; Porta-Nigra-Platz 6/Rindertanzstraße 16 großvolumiges Eckhaus mit aufwändiger Neurenaissancefassade (Rindertanzstraße), Umbau der Nordfassade um 1909, Architekt Julius Wirtz: neuklassizistischer Kastenerker, Holzloggia, Zwerchhausgiebel | Fotos hochladen                |
| Denkmalzone Sachsenstraße                        | Sachsenstraße 6–28, 13–33 Lage | 1896/97                                       | zwei- und dreigeschossige Wohnhäuser mit Vorgärten, teilweise farbige Klinkerbauten, Neurenaissancemotive, 1896/97 | Fotos hochladen                |
| Denkmalzone Simeonstraße                         | Simeonstraße 1–27 Lage |                                               | geschlossene Bebauung auf der Ostseite der Straße einschließlich des breiten, auf den römischen Cardo Maximus zurückgehenden Straßenraums, Trierer Hauptstraße; Baubestand vom hohen Mittelalter (Nr. 19) über Renaissance (Nr. 7), Barock (Nr. 8) und Klassizismus (Nr. 4) bis ins 20. Jahrhundert (Nr. 10) | weitere Bilder Fotos hochladen |

## Einzeldenkmäler
| Bezeichnung                                    | Lage                                                    | Baujahr                                       | Beschreibung | Bild                           |
| ---------------------------------------------- | ------------------------------------------------------- | --------------------------------------------- | --- | ------------------------------ |
| Stadtbefestigung                               |                                                         | ab um 160                                     | römische Epoche: um 160 begonnen, Abschluss mit Bau der Porta Nigra 196/97; Mittelalter: unter Erzbischof Bruno von Lauffen (1102–24) begonnen, nahezu vollendet unter Erzbischof Albero von Montreuil (1131–52), Fertigstellung unter Erzbischof Arnold II. von Isenburg (1242–59); 15. bis 18. Jahrhundert: Wiederherstellung und Verstärkung um 1460 | Fotos hochladen                |
| Hochbunker                                     | Am Augustinerhof ohne Nummer Lage                       | 1943                                          | neungeschossiger, im Dachbereich unvollendeter Stahlbetonturm mit anschließendem Flachbunker, beide zweigeschossig unterkellert, 1943 | weitere Bilder Fotos hochladen |
| Augustinerkloster                              | Am Augustinerhof Lage                                   | 13. bis 18. Jahrhundert                       | ehemaliges Augustinerkloster St. Katharina, heute Stadtverwaltung und Rathaus; - Bau A: ehemalige Klosterkirche St. Katharina, heute Großer Rathaussaal; im Kern hochgotisch, um 1280/85, Langchor um 1320/25; - Bau B–E: vierflügeliges Barockkloster - Bau G–H: Landarmenhaustrakte, teilweise 1884 klassizistisch überformt; mittelalterlicher und barocke Keller; - Bau F: Barockbau, 1769, Erweiterung und Überformung im Louise-Seize-Stil bezeichnet 1782; mittelalterlicher Einstützenkeller; an der Ecke der rückseitigen Grundstücksgrenze Architekturteile, um 1758 | Fotos hochladen                |
| Erziehungshaus                                 | Am Augustinerhof Lage                                   | 1844/46                                       | ehemaliges Erziehungshaus des Landarmenhauses, heute Verwaltungsgebäude II des Rathauses; dreiflügeliger dreigeschossiger Putzbau, an den barocken Schlosstypus angelehnt, 1844/46, Architekt Johann Georg Wolff | Fotos hochladen                |
| Konstantinbasilika                             | Am Palastgarten 1 Lage                                  | 305-311                                       | ehemalige Basilika, heute evangelische Pfarrkirche (Erlöserkirche); stadtbildprägender monumentaler Rechtecksaal mit Apsis, Ziegelbau mit Rundbogenblenden und -fenstern, 305–311, größter erhaltener stützenloser Innenraum der Antike; zwei Keller, Anfang des 13. Jahrhunderts; vor der Basilika unterirdischer kreuzgratgewölbter Kryptoportikus, 2. Jahrhundert | weitere Bilder Fotos hochladen |
| Franziskanerinnenkloster St. Markus            | Am Palastgarten 6/Seizstraße 8 Lage                     | vor 1687                                      | ehemaliges Franziskanerinnenkloster St. Markus; Hauptgebäude (Seizstraße 8): untere Teile der Fassade des ehemaligen spätgotischen Giebelhauses mit barockem Portal, bezeichnet 1724; ehemaliges Schlafhaus (Am Palastgarten 6), dreigeschossiger Walmdachbau mit Treppenturm, angeblich von 1687 | weitere Bilder Fotos hochladen |
| Relief                                         | An der Meerkatz 2, Liebfrauenstraße 4a Lage             | 1909                                          | übereck gestellte Reliefplatte, bezeichnet 1909 | Fotos hochladen                |
| Spolien                                        | An der Meerkatz 3 Lage                                  | 1764–66                                       | zwei Barockkartuschen, Sandsteinreliefs, 1764–66 | Fotos hochladen                |
| Skulpturennische                               | An der Meerkatz 4 Lage                                  | 14. Jahrhundert                               | gotische Nische mit Dreipassbogen, wohl aus dem 14. Jahrhundert | Fotos hochladen                |
| Domkeller                                      | An der Schellenmauer ohne Nummer Lage                   | um 1900                                       | sogenannter Domkeller, unterhalb der Domschreinerei gelegen; späthistoristische kreuzgratgewölbte Pfeilerhalle, um 1900; östlich längstonnengewölbter zweiter Weinkeller mit Seitenkammern, wohl um 1900; dazugehörig kleiner Eisenkran (im Grüngürtel zwischen Ostallee und An der Schellenmauer) | BW                             |
| Katholische Pfarrkirche St. Antonius           | Antoniusstraße 1 Lage                                   | 15. Jahrhundert                               | einhüftige Basilika mit Glockenturm, Kernbau aus der zweiten Hälfte des 15. Jahrhunderts, Hauptschiff wohl um 1500 bis nach 1514; mit Ausstattung | weitere Bilder Fotos hochladen |
| Humboldt-Gymnasium                             | Augustinerstraße 1 Lage                                 | 1957–59                                       | unregelmäßig dreiflügeliger, drei- bis viergeschossiger Flachbaukomplex mit eingeschossigem Flachdachanbau, teilweise einschwingend, teilweise Rasterfassaden, 1957–59, Architekt Erich Wirth; Kriegerdenkmal 1914/18, 1920er Jahre | weitere Bilder Fotos hochladen |
| Ökonomie der ehemaligen Deutschordenskommende  | Ausoniusstraße 2 Lage                                   | 1661                                          | Nebengebäude der ehemaligen Deutschordenskommende (siehe Langstraße 2); Bau B Ökonomie: an die Stadtmauer angebauter, im Kern mittelalterlicher, 1661 (bezeichnet) barock überformter Putzbau, neubarocker Anbau (ehemalige Garnisonsbäckerei) 1856, Architekt Johann Georg Wolff | Fotos hochladen                |
| Orangerie der ehemaligen Deutschordenskommende | Ausoniusstraße 2 Lage                                   | 1762                                          | Nebengebäude der ehemaligen Deutschordenskommende (siehe Langstraße 2); Bau C sogenannte Orangerie: langgestreckter eingeschossiger Mansardwalmdachbau, zwischen 1762 und 1781 | Fotos hochladen                |
| Wohnhaus                                       | Ausoniusstraße 5 Lage                                   | 1893/94                                       | halbvillenartiges zweigeschossiges Wohnhaus, zusammen mit Nr. 6 1893/94 vom Maurermeister und Bauunternehmers Peter Schneider mit aufwändiger Neurenaissancefassade errichtet, in der äußeren Achse Risalit mit Schweifgiebel | weitere Bilder Fotos hochladen |
| Wohnhaus                                       | Ausoniusstraße 6 Lage                                   | 1893/94                                       | halbvillenartiges zweigeschossiges Wohnhaus, zusammen mit Nr. 5 1893/94 vom Maurermeister und Bauunternehmers Peter Schneider mit aufwändiger Neurenaissancefassade errichtet, in der äußeren Achse übergiebelter Risalit mit polygonalem Standerker vor dem Erdgeschoss | weitere Bilder Fotos hochladen |
| Hauptbahnhof                                   | Bahnhofsplatz 1 Lage                                    | 1950/53                                       | Hauptbahnhof; langgestreckter dreigeschossiger Flachdachbau mit fünfachsiger Eingangshalle, 1950/53, Architekt Thomas Hoffmann, Reste des Güterschuppens und der alten Bahnsteigüberdachung | weitere Bilder Fotos hochladen |
| Wohn- und Geschäftshaus                        | Bahnhofstraße 23 Lage                                   | 1894                                          | dreigeschossiges neubarockes Eckwohn- und Geschäftshaus, sandsteingegliederter Klinkerbau, 1894 | Fotos hochladen                |
| Balduinbrunnen                                 | Balduinstraße ohne Nummer Lage                          |                                               | zweistufiger neuromanischer Kalksteinbrunnen mit Bronzeplastik Balduins, 1897; Bronzegussarbeiten: Entwurf Ferdinand von Miller, Ausführung Quinter Eisenhütte; Steinmetz Arnold Schüller | Fotos hochladen                |
| Wohnhäuser                                     | Balduinstraße 16/18 Lage                                | 1893–96                                       | späthistoristische Wohnhausgruppe; sandsteingegliederte Klinkerbauten, Neurenaissance, Nr. 16 1893/94, Nr. 18 1896; straßenbildprägend | Fotos hochladen                |
| Wohnhäuser                                     | Balduinstraße 30/32/34 Lage                             | 1922–25                                       | dreiteiliger Zeilenbau, drei- bis viergeschossige Mansarddachbauten, barockisierender Heimatstil, 1922–24/25, Entwurf Trierer Reichsneubauamt I | weitere Bilder Fotos hochladen |
| Domherrenkurie „Strohdach“                     | Banthusstraße 1/1a Lage                                 | 1778                                          | spätbarocker Walmdachbau, bezeichnet 1778, über wohl vorbarockem Keller, Spolien (gotischer Türsturz, Reste zweier Stockfenster, spätes 16. Jahrhundert); Wirtschaftsgebäude (Predigerstraße) über tonnengewölbtem Keller, zweite Ökonomie (Ecke Banthus-/Predigerstraße), eventuell aus der ersten Hälfte des 19. Jahrhunderts; im Garten Brunnen in Gehäuse, wohl aus dem 19. Jahrhundert | Fotos hochladen                |
| Wohnhaus                                       | Banthusstraße 2 Lage                                    | Mitte des 18. Jahrhunderts                    | fünfachsiges barockes Wohnhaus, wohl aus der Mitte des 18. Jahrhunderts; barockisierender Anbau, 1908, Architekt Julius Wirtz | Fotos hochladen                |
| Fassade                                        | Böhmerstraße 6 Lage                                     | 1912                                          | straßenseitige Fassade des dreigeschossigen Wohn- und Geschäftshauses mit Mansarddach, 1912, Architekt Franz J. Kuhn | Fotos hochladen                |
| Fassaden                                       | Böhmerstraße 10a Lage                                   | zweite Hälfte des 18. Jahrhunderts            | Fassaden des barocken Eckwohnhauses mit Mansarddach, zweite Hälfte des 18. Jahrhunderts, 1901 erweitert; straßen- und platzbildprägend | Fotos hochladen                |
| Wohnhaus                                       | Böhmerstraße 11 Lage                                    | 1901                                          | späthistoristisches Wohnhaus, Eckbebauung zusammen mit Nr. 10a und Zuckerbergstraße 1/1a, sandsteingegliederter Mansarddachbau, 1901, Architekt Joseph Mendgen; platzbildprägend | Fotos hochladen                |
| Wohnhaus                                       | Bollwerkstraße 4 Lage                                   | 1869/70                                       | dreigeschossiges Wohnhaus, Sandsteinquaderbau, 1869/70 (im späteren 19. Jahrhundert aufgestockt), rückwärtig barockes Portal, 18. Jahrhundert | Fotos hochladen                |
| Mattheiser Hof                                 | Brotstraße 20–23/Hosenstraße 1–3 Lage                   | 1770er Jahre                                  | ehemaliger Mattheiser Hof; Fassade des palaisartigen spätbarocken Mansarddachbaus, 1770er Jahre, Architekt wohl Johann Anton Neurohr, um 1881 Ladeneinbau (Nr. 23), 1909/10 Parterre- und Fassaden-Umbau (Nr. 21/22); unter Hosenstraße 2: kreuzgratgewölbter gotischer Keller, unter Hosenstraße 3: tonnengewölbter barocker Keller | Fotos hochladen                |
| Priesterseminar                                | Brotstraße 28, Jesuitenstraße 13, Weberbach 68–72 Lage  | ab dem 13. Jahrhundert                        | ehemaliges Jesuitenkolleg, heute Bischöfliches Priesterseminar; - Bau A: ehemalige Franziskanerminoritenkirche, spätere Jesuitenkirche zur Heiligen Dreifaltigkeit, heute Seminarkirche: dreischiffige Hallenkirche, Langchor um 1230/40, zweischiffige Langhauserweitung im dritten Drittel des 13. Jahrhunderts, gotisierendes Südseitenschiff 1739–42, Nebenchöre 1740/41 bzw. 1742/43; mit Ausstattung; - Bau B: ehemaliges Jesuitenkolleg: L-förmiger Renaissancetrakt, dreigeschossiger Walmdachbau mit Treppentürmen, 1610–14, Erweiterung um 1740; - Bau C: ehemaliges Jesuitenkolleg: dreigeschossiger Trakt, 1666–68, teilweise älterer Keller; - Bau D: sogenannter Aulaflügel: zweieinhalbgeschossige spätbarocke Fassade, 1774/75, Rocaille-Kartuschendekor von Jean Baptist Simar, Promotionsaula mit Rokoko-Stuckierung von Michael Eytel, Keller 1688 und um 1742; - Bau E/F: Clementinum: zweieinhalbgeschossiger Mansarddachbau 1775–79, Glockentürmchen 1896, spätklassizistischer Erweiterungsbau, 1866, Architekt Gerhard König, Keller teilweise älter, bezeichnet 1593; - Bau G: ehemaliger Bibliotheks- und Professorenbau des Priesterseminars: stattlicher dreigeschossiger Walmdachbau, 1848, Keller bezeichnet 1848; - Bau H: drei spätklassizistische Toreinfahrten, 1853, Architekt Johann Georg Wolff; Hoffassade des eingeschossigen Pfortengebäudes, 1908, Architekt Julius Wirtz; - Bau I: (Weberbach 71): dreigeschossiger, im Kern gotischer Walmdachbau, Umbau 1888/89, Architekt Eberhard Lamberty, mittelalterlicher Keller; - Bau J: Schwesternhaus (Weberbach 68-70): fünf teilweise mittelalterliche Keller; Nr. 69 dreigeschossige spätklassizistische Doppelhausfassade, Umbau 1891, Architekt Eberhard Lamberty; - Bau K: Felicianum: monumentaler neuromanischer Rotsandsteinbau, 1897, Architekt Eberhard Lamberty, Weinkeller mit Fasslagern; - Bau L: mittelalterlicher Einstützenkeller unter dem ehemaligen Augustinerkloster zum heiligen Alexius Bild: Fassade Brotstraße 28 | weitere Bilder Fotos hochladen |
| Fassade                                        | Brotstraße 32 Lage                                      | 1832                                          | klassizistische Fassade des 1832 errichteten, 1944 kriegszerstörten Wohnhauses über hochmittelalterlichem Keller; straßenbildprägend | Fotos hochladen                |
| Skulptur                                       | Brotstraße, an Nr. 40 Lage                              | 1758                                          | Heiliger Philippus; Sandsteinskulptur, 1758, Bildhauer Joseph Amling[er] | Fotos hochladen                |
| Skulptur                                       | Brotstraße, an Nr. 41 Lage                              | 1758                                          | Heiliger Johannes; Sandsteinskulptur, bezeichnet 1758, Bildhauer Joseph Amling[er] | Fotos hochladen                |
| Wohn- und Geschäftshaus                        | Bruchhausenstraße 2 Lage                                | 1903                                          | dreigeschossiges Zeilenwohn- und Geschäftshaus, Renaissance- und Barock-Motive, 1903, Architekten Gebr. Matthias und Georg Probst | Fotos hochladen                |
| Wohn- und Geschäftshaus                        | Bruchhausenstraße 5 Lage                                | 1905                                          | viergeschossiges späthistoristisches Zeilenwohn- und Geschäftshaus, 1905, Architekten Gebrüder Matthias und Georg Probst | Fotos hochladen                |
| Wohn- und Geschäftshaus                        | Bruchhausenstraße 7 Lage                                | 1904                                          | viergeschossiges Zeilenwohn- und Geschäftshaus, Jugendstilmotive, 1904, Architekt Carl Walter; in der Durchfahrt originale Bemalung | Fotos hochladen                |
| Wohnhaus                                       | Bruchhausenstraße 10 Lage                               | 1906                                          | Zeilenwohnhaus, späthistoristischer Mansarddachbau, Jugendstilanklänge, rückwärtig Küchenbau, Fachwerk, 1906, Architekt Victor Schmeltzer, Wirtschaftsgebäude, teilweise 1916 aufgestockt | weitere Bilder Fotos hochladen |
| Wohnhaus                                       | Bruchhausenstraße 11/11a Lage                           | 1904                                          | anspruchsvolles dreigeschossiges Zeilendoppelwohnhaus, Jugendstil, 1904 | BW                             |
| Wohnhaus                                       | Bruchhausenstraße 12 Lage                               | 1908                                          | dreigeschossiges späthistoristisches Zeilenwohnhaus, 1908 | Fotos hochladen                |
| Wohnhaus                                       | Bruchhausenstraße 12a Lage                              | 1914                                          | repräsentatives viergeschossiges neuklassizistisches Zeileneckwohnhaus, 1914, Architekt Cäsar Kokke | Fotos hochladen                |
| Wohn- und Geschäftshaus                        | Bruchhausenstraße 15 Lage                               | 1902                                          | dreigeschossiges Zeilenwohn- und Geschäftshaus mit Mansarddach, neugotische Motive, 1902, Architekten Gebrüder Matthias und Georg Probst | weitere Bilder Fotos hochladen |
| Wohnhaus                                       | Bruchhausenstraße 16 Lage                               | 1904/05                                       | dreigeschossiges Zeilendoppelwohnhaus (mit Nr. 16a), 1904/05, Architekt August Wolf; Nr. 16 sandsteingegliederter Putzbau, neugotische und Neurenaissance-Motive | Fotos hochladen                |
| Wohnhaus                                       | Bruchhausenstraße 16a Lage                              | 1904/05                                       | dreigeschossiges Zeilendoppelwohnhaus (mit Nr. 16), 1904/05, Architekt August Wolf; Nr. 16a repräsentativer Sandstein(quader)bau; mit Ausstattung | Fotos hochladen                |
| Wohnhaus                                       | Bruchhausenstraße 17 Lage                               | 1904                                          | dreigeschossiges Zeilendoppelwohnhaus (mit Nr. 18), Neurenaissance, 1904, Architekt Peter Marx; mit Ausstattung | Fotos hochladen                |
| Wohnhaus                                       | Bruchhausenstraße 18 Lage                               | 1904                                          | dreigeschossiges Zeilendoppelwohnhaus (mit Nr. 17), Neurenaissance, 1904, Architekt Peter Marx; mit Ausstattung | Fotos hochladen                |
| Fassade                                        | Bruchhausenstraße 19 Lage                               | um 1901                                       | Fassade des um 1901 errichteten Zeilenwohnhauses, Renaissancemotive, Mondsichel-Madonna, Architekt Ernst Brand | Fotos hochladen                |
| Haus Venedig                                   | Brückenstraße 2, Johannisstraße 1b Lage                 | ab 1656                                       | dreigeschossiger Renaissance-Bau mit Krüppelwalmdach, 1656–58, über romanischem Keller, Nischenfigur des heiligen Johannes der Täufer, Familienwappen Carové, bezeichnet 1683; rückwärtiges Wohnhaus 1683–85, im Giebel Madonna mit Kind; galerieartiger Verbindungstrakt 1796, Wohnhaus und Verbindungstrakt 1865 aufgestockt (Architekt Joseph Weis); mit Ausstattung; spätklassizistische Fassade des dreigeschossigen Hotelanbaus (Johannisstraße 1b), 1874, Architekt Joseph Weis | Fotos hochladen                |
| Wohnhaus                                       | Brückenstraße 7 Lage                                    | 1805                                          | zweieinhalbgeschossiges klassizistisches Torfahrthaus, um 1805, teilweise über tonnengewölbtem, wohl älteren Keller | Fotos hochladen                |
| Wohnhaus                                       | Brückenstraße 9/11 Lage                                 | 1810er Jahre                                  | palaisartiges barockes Doppelhaus, sandsteingegliederter Mansarddachbau, Architekt eventuell Hofbaumeister Philipp Honorius Ravensteyn, 1810er Jahre, um 1825 zusammen verbaut, teilweise über tonnengewölbten älteren Kellern; unter Terrasse von Nr. 9 Weinkeller von 1902; straßenbildprägend | Fotos hochladen                |
| Karl-Marx-Haus                                 | Brückenstraße 10 Lage                                   | 1727                                          | barockes Wohnhaus, heute Museum; sandsteingegliederter Mansarddachbau, 1727; Innenhof, hölzerner Laubengang, Renaissancebau mit Arkaden und Fachwerkobergeschoss, Garten mit alten Umfassungsmauern | Fotos hochladen                |
| Wohn- und Geschäftshaus                        | Brückenstraße 13/15 Lage                                | 1888                                          | ehemaliges Bankgeschäfts- und Wohnhaus, dreigeschossiger Neurenaissancebau, um 1888, 1899 erweitert, über älterem Keller; straßenbildprägend | Fotos hochladen                |
| Reichsbahndirektion                            | Christophstraße 1/Balduinstraße 6 Lage                  | 1922–25                                       | ehemalige Reichsbahndirektion mit Bediensteten-Wohnflügel; Vierflügelanlage, barockisierender Heimatstil, bezeichnet 1922–25, Architekt Karl Albermann; dreigeschossiger Mitteltrakt mit Mansarddach, viergeschossige Seitenflügel mit Walmdächern; mit Ausstattung; stadtbildprägend, beherbergt heute ein Mehrgenerationenhaus | weitere Bilder Fotos hochladen |
| Wohnhaus                                       | Christophstraße 8 Lage                                  | um 1905                                       | großbürgerliches späthistoristisches Zeilenwohnhaus, Neurenaissancemotive, um 1905, Architekt wohl Ernst Brand | Fotos hochladen                |
| Wohnhaus                                       | Christophstraße 9 Lage                                  | 1912                                          | dreigeschossiges Zeilenwohnhaus mit Mansarddach, Reformstil, 1912, Architekt Jacob Reiter | Fotos hochladen                |
| Wohnhaus                                       | Christophstraße 10 Lage                                 | 1902/03                                       | herausragendes späthistoristisches Zeilenwohnhaus, hausteingegliederter Klinkerbau, Architekt Heinrich Kokke; mit Ausstattung | Fotos hochladen                |
| Wohnhaus                                       | Christophstraße 11 Lage                                 | 1902                                          | dreigeschossiges Zeilenwohnhaus, späthistoristische und Reformstilmotive, 1902, Architekt Heinrich Winkler; mit Ausstattung | Fotos hochladen                |
| Wohnhaus                                       | Christophstraße 12 Lage                                 | 1902                                          | großbürgerliches späthistoristisches Wohnhaus und Remisentrakt, 1902, Architekt Ernst Brand: sandsteingegliederter Neurenaissancebau, Holzloggia; mit Ausstattung; mehrgliedriger Remisentrakt mit Kutscherhaus im Landhausstil; Wintergartenanbau 1914, Architekten Peter Marx & Gracher | Fotos hochladen                |
| Wohnhaus                                       | Christophstraße 15 Lage                                 | 1893                                          | späthistoristisches Zeilenwohnhaus, sandsteingegliederter Klinkerbau mit Mansarddach, Neurenaissancemotive, bezeichnet 1893 | Fotos hochladen                |
| Wohnhaus                                       | Christophstraße 16 Lage                                 | 1892                                          | späthistoristisches Zeilenwohnhaus, sandsteingegliederter Klinkerbau mit Mansarddach, Neurenaissancemotive, Entwurf 1892 | Fotos hochladen                |
| Wohnhaus                                       | Christophstraße 19/20 Lage                              | 1892                                          | gründerzeitliches Zeilendoppelhaus, sandsteingegliederter Klinkerbau, Neurenaissance, 1892, Architekt M. Schmitt | Fotos hochladen                |
| Wohn- und Geschäftshaus                        | Christophstraße 22 Lage                                 | 1896–98                                       | gründerzeitliches Zeilenwohn- und Geschäftshaus, hausteingegliederter Mansarddachbau, 1896–98, Architekt Franz J. Kuhn | Fotos hochladen                |
| Wohnhaus                                       | Christophstraße 23 Lage                                 | 1897                                          | späthistoristisches Zeilenwohnhaus, sandsteingegliederter Klinkerbau, 1897 | Fotos hochladen                |
| Wohnhaus                                       | Christophstraße 24 Lage                                 | 1896/97                                       | dreigeschossiges späthistoristisches Zeilenwohnhaus über zweigeschossigem Weinkeller, 1896/97; mit Ausstattung | Fotos hochladen                |
| Wohn- und Geschäftshaus                        | Christophstraße 26 Lage                                 | 1898/99                                       | dreigeschossiges Traufenhaus im Stil der Neurenaissance, 1898/99 vom Bauunternehmer J. Christ errichtet; 1992 vollständig entkernt, nur noch die Fassade im ersten und zweiten Obergeschoss sind Original. | Fotos hochladen                |
| Fassaden                                       | Christophstraße 27 Lage                                 | 1903                                          | historisierende sandsteingegliederte Putzfassaden des viergeschossigen Eckwohn- und Geschäftshauses, um 1903 | Fotos hochladen                |
| Wohnhaus                                       | Dampfschiffstraße 1 Lage                                | 1889                                          | gründerzeitliches Torfahrthaus, sandsteingegliederter Klinkerbau, 1889, Architekt Eberhard Lamberty | Fotos hochladen                |
| Wohnhaus                                       | Dampfschiffstraße 2/2a Lage                             | 1901                                          | späthistoristisches Doppelwohnhaus mit Mansarddach, Neurenaissance- und Jugendstilmotive, bezeichnet 1901; mit Ausstattung | Fotos hochladen                |
| Wohnhaus                                       | Dampfschiffstraße 3 Lage                                | 1875                                          | vornehmes Eckwohnhaus mit Walmdach, villenartiger Neurenaissancebau, um 1875; mit Ausstattung | Fotos hochladen                |
| Wohnhaus                                       | Deutschherrenstraße 50 Lage                             | 1921                                          | Doppelwohnhaus in Ecklage, Heimatstil, 1921, Entwurf Reichsneubauamt Trier; straßenbildprägend | Fotos hochladen                |
| Auguste-Viktoria-Gymnasium                     | Deworastraße 16/18 Lage                                 | 1908                                          | ehemalige Katholische Volksschule der Pfarrei St. Laurentius; nordöstlicher Klassenflügel und überhöhter ehemaliger Mittelpavillon mit Halle und Treppenhaus, Reformarchitektur, Entwurf 1905 von Architekt Arnold Doehring, 1908 eröffnet; mit Ausstattung | Fotos hochladen                |
| Keller und Treppenturm                         | Dietrichstraße, in Nr. 3 Lage                           |                                               | mittelalterliche kreuzgratgewölbte Kellerhalle; Längswand eines Nebengebäudes, Treppenturm und tonnengewölbter Keller, wohl Renaissance | BW                             |
| Architekturteile                               | Dietrichstraße, in Nr. 4 Lage                           | 1544                                          | spätgotische/Renaissance-Architekturteile des Hauses „Zum Thorn“, im zweiten Viertel des 19. Jahrhunderts umgebaut, um 1881 aufgestockt; an den Umfassungswänden des Einraumkellers römisches Mauerwerk mit Sockelmalerei; Renaissance-Treppenturm, bezeichnet 1544; unter rückwärtigem Schuppen mittelalterlicher Keller | Fotos hochladen                |
| Keller                                         | Dietrichstraße, in Nr. 5 Lage                           | um 1300                                       | Kelleranlage aus der Zeit um 1300 und aufgehende Mauerzüge | BW                             |
| Frankenturm                                    | Dietrichstraße 6 Lage                                   | um 1100                                       | romanischer Turmbau, Kalkstein- und Ziegelmauerwerk, Ecken durch Sandstein- und Kalksteinquader verstärkt, wohl um 1100, Quadersockel teilweise römisch | weitere Bilder Fotos hochladen |
| Architekturteile und Keller                    | Dietrichstraße, in Nr. 10/11 Lage                       | um 1660                                       | Portal und Keller eines barocken Wohnhauses, spätbarockes Portal; östlicher, tonnengewölbter Keller in Teilen um 1660 (?), westlicher, kreuzgratgewölbter Keller hoch- oder spätmittelalterlich | Fotos hochladen                |
| Haus „Zum Pütz“                                | Dietrichstraße 12 Lage                                  | 1780                                          | dreigeschossiges barockes Wohnhaus, 1780, Erweiterung wohl in der ersten Hälfte des 19. Jahrhunderts, teilweise über wohl mittelalterlichem einschiffigem Keller und kreuzgratgewölbtem Keller des 19. Jahrhunderts; mit Ausstattung; unter dem Hof Kelleranlage, 1899, Architekt Joseph Weis | Fotos hochladen                |
| Alte Universität                               | Dietrichstraße 13, Justizstraße 5 Lage                  | gegen 1473                                    | Keller und Außenbau der alten Universität, L-förmiger Gebäudekomplex, im Kern gegen 1473; Ostflügel: Walmdachbau, teilweise mit gotischen Fenstern, Nordfassade wohl 1790; hochmittelalterlicher kreuzgratgewölbter Keller, wohl aus dem 12. oder 13. Jahrhundert | Fotos hochladen                |
| Wohnhäuser                                     | Dietrichstraße 17/18/19 Lage                            | 1877–79                                       | repräsentative zwei- bis zweieinhalbgeschossige Zeilenwohnhäuser, sandsteingegliederte Putzbauten, Neurenaissance, 1877–79, Nr. 19 Architekt C. Rief, Nr. 18 Architekt F. Wacheck | BW                             |
| Lagerhaus                                      | Dietrichstraße 20a Lage                                 | nach 1861                                     | ehemaliges Häutemagazin des Handelshauses Rautenstrauch & Co.; Fassade des spätklassizistischen Sandsteinquaderbaus mit Walmdach, bald nach 1861 erbaut | BW                             |
| Keller                                         | Dietrichstraße, in Nr. 39 Lage                          |                                               | großvolumiger, hoch- oder spätmittelalterlicher Einstützenkeller, zweigeschossige Erweiterung 1904; Brunnenschacht, Kellertreppe | BW                             |
| Wohnhaus                                       | Dietrichstraße 41 Lage                                  | 1764                                          | ehemaliges Pfarrhaus von St. Gangolf; barockes Wohnhaus, 1764, neubarocke Erweiterung und teilweise Aufstockung wohl in der Mitte des 19. Jahrhunderts, rückwärtiger Anbau 1913; mit Ausstattung | Fotos hochladen                |
| Warsberger Hof                                 | Dietrichstraße 42 Lage                                  | um 1720                                       | ehemaliger Warsberger Hof, später Palais Rautenstrauch; Fassaden der um einen Innenhof gruppierten Gebäude; - Bau A: Herrenhaus: barocker Mansardwalmdachbau, wohl um 1720, Fassade gegen 1816 überformt; - Bau B: Wirtschaftstrakt mit Walmdach, im Kern wohl aus dem 17. Jahrhundert, Fassade um 1872 spätklassizistisch überformt; - Bau C: Torhalle: Hoffassade mit Arkaden, 18. Jahrhundert, Laubengang und Außenfassade 1869 spätklassizistisch überformt; - Bau D: ehemaliges Verwaltungshaus: repräsentativer Mansarddachbau über älterem Keller, Neurenaissance- und barocke Motive, Architekt Gerhard König (der auch Bau B und C klassizistisch überformte) | weitere Bilder Fotos hochladen |
| Wohnhaus                                       | Dietrichstraße 44/45 Lage                               | 1859/60                                       | spätklassizistisches Doppelwohnhaus, 1859/60 | Fotos hochladen                |
| Keller                                         | Dietrichstraße, in Nr. 46 Lage                          | 18. oder 19. Jahrhundert                      | mittelalterliche kreuzgratgewölbte Kellerhalle, teilweise Tonnengewölbe wohl aus dem 18. oder 19. Jahrhundert; tonnengewölbter Einraumkeller als Verbindung zu Nr. 47 | Fotos hochladen                |
| Architekturteile und Keller                    | Dietrichstrasse, in Nr. 47 Lage                         |                                               | Architekturteile eines im Kern gotischen Giebelhauses: in der Westwand (heute zugesetzte) Arkatur, im Inneren gotische Mittelsäule, gotisches Kapitell, im Verkaufsraum Kaminwange; mittelalterlicher kreuzgratgewölbter Keller | Fotos hochladen                |
| Haus „Im kleinen Dörfgen“                      | Dietrichstrasse 48 Lage                                 |                                               | Rückwand eines Wohnhauses, im nördlichen Teil gotische, im südlichen Teil Renaissancefenster; gotischer Keller, zweischiffige kreuzgratgewölbte Pfeilerhalle | BW                             |
| Keller und Brunnen                             | Dietrichstrasse, in Nr. 51 Lage                         |                                               | Umfassungsmauern und Jochpaar der gotischen kreuzgratgewölbten Kellerhalle und Brunnen | BW                             |
| Hahnenhaus                                     | Dietrichstrasse 52 Lage                                 |                                               | dreigeschossiges, im Kern spätmittelalterliches Wohn- und Geschäftshaus, hausteingegliederter Putzbau, Ladeneinbau um 1900 | Fotos hochladen                |
| Rotes Haus                                     | Dietrichstrasse 54 Lage                                 | 1684                                          | repräsentativer Spätrenaissancebau, zweigeschossiger Volutengiebel, Nischenfigur, 1684 (1968–70 rekonstruiert); straßen- und platzbildprägend | weitere Bilder Fotos hochladen |
| Palais Walderdorff                             | Domfreihof 1 Lage                                       | ab dem 11. Jahrhundert                        | barocker Baukomplex, Um- und Anbauten im 19. Jahrhundert; - Bau A: Turm Jerusalem: romanischer Turmbau, Kalkstein- und Ziegelmauerwerk, 11. und 12. Jahrhundert; - Bau B: ehemalige Propstei: stattlicher barocker Walmdachbau über bauzeitlichem tonnengewölbtem Keller, um 1758; - Bau C: Palais Walderdorff: spätbarocker Mansardwalmdachbau, bezeichnet 1766, Architekt Johannes Seiz, neubarocker Mittelrisalit, über wohl bauzeitlichem Keller; Ausstattung; - Bau D: Verbindungstrakt, um 1766, über wohl älterem Keller; - Bau E: ehemalige Hauptwache: platzbildprägender barocker Mansarddachbau mit Arkade, 1774/76, Architekt J. J. Steinem, über tonnengewölbtem, wohl gotischem Keller Bild; - Bau F: 19. Jahrhundert; - Bau G: ehemalige Regierungs-Hauptkasse: historistischer Verwaltungsbau, zweites Viertel des 19. Jahrhunderts; - Bau H: neubarockes ehemaliges Bezirksausschussgebäude, um 1889 | weitere Bilder Fotos hochladen |
| Philippskurie                                  | Domfreihof 2 Lage                                       | 1750er Jahre                                  | zweiteiliges barockes Wohnhaus, 1750er Jahre, Architekt wohl Johannes Seiz; mit Ausstattung; im Kern romanische Kelleranlage; frühklassizistisches Torhaus, um 1780, Architekt wohl Johann Anton Neurohr | weitere Bilder Fotos hochladen |
| Wohnhaus                                       | Domfreihof 3 Lage                                       | 17. oder 18. Jahrhundert                      | heute Institut für Cusanus-Forschung; barocker Mansardwalmdachbau, teilweise über älterem Keller, Umbau 1907/08, Architekt Ernst Brand; straßen- und platzbildprägend; in der Umfassungsmauer spätgotischer Türsturz, wohl aus dem 15. Jahrhundert | weitere Bilder Fotos hochladen |
| Dompropstei                                    | Domfreihof 4 Lage                                       | 17. und 18. Jahrhundert                       | bauliche Gesamtanlage mit Torhaus, Wirtschaftsgebäude und Wohnhaus, 17. und 18. Jahrhundert, Rokoko-Ausstattung; Torhaus: stattlicher barocker Walmdachbau, bezeichnet 1656; Ökonomie, ehemals offene Remise, um 1656, Umbau im dritten Viertel des 18. Jahrhunderts; Haupthaus: winkelförmiger barocker Walmdachbau, teilweise über romanischem Keller; in der Umfassungsmauer (Windstraße) Portalsturz, bezeichnet 1689 | weitere Bilder Fotos hochladen |
| Katholische Domkirche St. Peter                | Domfreihof 4b Lage                                      | ab 340                                        | älteste deutsche Bischofskirche, einer der frühesten abendländischen Sakralbauten; „Quadratbau“, späte 340er Jahre, Instandsetzungen um 920 und um 1030; frühromanisches Langhaus als dreischiffige, fünfachsige Pfeilerhalle und Westchorbau unter Erzbischof Poppo von Babenberg, um 1030–46; Fertigstellung des nordwestlichen Treppenturms 1053–56, des südwestlichen 1074/75; Weihe der Krypta unter der Westapsis 1121; spätromanischer Ostchor mit Flankentürmen, polygonaler Apsis und Krypta, um 1160–1183 (?) oder 1196 (Weihe); gotische Umbauten der Türme, 14. Jahrhundert und 1511/31; Heilig-Rock-Kapelle, Anfang des 18. Jahrhunderts; barocke Umbauten, 1719–25, Architekt Johann Georg Judas; Ausstattung der Romanik, Gotik, Renaissance, des Manierismus, Früh-, Hoch- und Spätbarocks sowie Klassizismus; ehemalige Domschatzkammer, Marienkapelle, Heiltumskammer (Heilig-Rock-Kapelle), Domkreuzgang; An- und Einbauten: westlicher, nördlicher, östlicher Kreuzgangflügel; Dom-Sakristei; puristische Restaurierung mit Entdeckung des spätantiken Baukerns 1842–51/58, 1883–1907 und 1968–74 | weitere Bilder Fotos hochladen |
| Kurie Von der Leyen                            | Domfreihof 5 Lage                                       | Mitte des 17. Jahrhunderts                    | Kuriengebäude auf winkelförmigem Grundriss, wohl bald nach der Mitte des 17. Jahrhunderts bis 1656, mit gotischen Stockfenstern, 1545 bezeichnet Obergeschosspforte, Renaissance-Kreuzstockfenstern, dreigeschossige Erweiterung im 19. Jahrhundert, Barockportal; unter dem Wohnhaus tonnengewölbte Kelleranlage, romanisch und teilweise römisch; in der Umfassungsmauer barocke Torfahrt, bezeichnet 1716; in der Kurienmauer barockes Portal, bezeichnet 1746, Architekt wohl Johannes Seiz, in der Nische Pietà | weitere Bilder Fotos hochladen |
| Wohnhaus                                       | Dominikanerstraße 6 Lage                                | um 1800                                       | Dreiachsenhaus, um 1800, wohl über älterem Keller; in der Hofmauer im (zugesetzten) mittelalterlichen Torbogen Stichbogenportal | Fotos hochladen                |
| Wohnhaus                                       | Dominikanerstraße 7 Lage                                |                                               | straßenbildprägendes Wohnhaus mit steilem, einseitig abgewalmtem Dach, wohl gotisch; anschließend kleineres, ebenfalls gotisches Wohnhaus über Einraumkeller | Fotos hochladen                |
| Fassade                                        | Egbertstraße 22 Lage                                    | um 1904                                       | Fassade eines Bürgerhauses in Formen der Neurenaissance, um 1904; Klinkerverblendung mit Sandsteindetails | BW                             |
| Kaufhaus Sinn                                  | Fahrstraße 1 Lage                                       | 1910                                          | ehemaliges Kaufhaus H. Haas; Umfassungsmauern des markanten viergeschossigen Mansarddach-Eckhauses, tuffsteinverkleideter Eisenbeton-Skelettbau, 1910, Architekt Franz J. Kuhn | Fotos hochladen                |
| Wohnhaus                                       | Feldstraße 1 Lage                                       | 1866                                          | villenartiges neugotisches Wohnhaus mit mächtigem Standerker, 1866, Architekt Heinrich Kokke | Fotos hochladen                |
| Wohnhaus                                       | Feldstraße 2 Lage                                       | 1875                                          | dreigeschossiges Zeilenwohnhaus, spätklassizistische Motive, 1875; mit Ausstattung; tonnengewölbter Keller wohl älter | Fotos hochladen                |
| Wohnhaus                                       | Feldstraße 4 Lage                                       | 1871                                          | traufständiger dreigeschossiger spätklassizistischer Putzbau, 1871 | Fotos hochladen                |
| Wohnhaus                                       | Feldstraße 7 Lage                                       | 1873                                          | sandsteingegliederter Putzbau, spätklassizistische Motive, 1873, Architekt August Massing | Fotos hochladen                |
| Wohnhaus                                       | Feldstraße 8 Lage                                       | 1865                                          | dreigeschossiges Zeilenwohnhaus, biedermeierlich-klassizistische Fassade, 1865, Aufstockung wohl im zweiten Viertel des 19. Jahrhunderts (im Bild rechts) | Fotos hochladen                |
| Wohnhaus                                       | Feldstraße 10 Lage                                      | 1797                                          | dreigeschossiges klassizistisches Wohnhaus, bezeichnet 1797, Aufstockung 1885/86 (im Bild links) | Fotos hochladen                |
| Redemptoristenkloster St. Josef                | Feldstraße 18 Lage                                      | 1854/55                                       | heute zum Mutterhaus der Borromäerinnen gehörig; neuromanische Anlage, Sandsteinquaderbauten, 1854/55, Architekt Gerhard König; dreischiffige querhauslose Basilika, zweieinhalbgeschossiger Klostertrakt | Fotos hochladen                |
| Wohnhaus                                       | Feldstraße 28 Lage                                      | 1897                                          | sandsteingegliederte Klinkerfassade des Zeilenwohnhauses, Neurenaissancemotive, 1897, Architekt Bernhard Lamberti, Euren | Fotos hochladen                |
| Wohn- und Lagerhaus                            | Feldstraße 35 Lage                                      | 1868                                          | Lager- und Wohnhaus mit Krüppelwalmdach, 1868, Architekt August L. Dalmar, teilweise über älterem (?) Keller; in der Giebelwand barocker Bildstock, bezeichnet 1868 (Renovierung) | Fotos hochladen                |
| Welschnonnenkloster                            | Flanderstraße 2, Sichelstraße 19 Lage                   | 1714                                          | ehemaliges Welschnonnenkloster, heute unter anderem Auguste-Viktoria-Gymnasium und Staatliches Studienseminar; ehemalige Klosterkirche: hochbarocker Saalbau mit Dachreiter, 1714–36 (Weihe), Architekt Nicolaus Minden, Erneuerung um 1730, Architekt Frater Joseph Walter; mit Ausstattung; Kloster: Dreiflügelanlage mit Mansarddächern, 1728–34, Architekt Frater Joseph Walter; vorbarocke und barocke Keller; zwei neubarocke Torbögen, 1906, Architekt Hermann Fülles | Fotos hochladen                |
| Wohnhäuser                                     | Flanderstraße 3/4 Lage                                  | 1913/14                                       | zweiteilige, dreigeschossige Wohnhausgruppe mit abgerundeter, überhöhter Ecke, Mansarddach, Reformarchitektur, 1913/14, Architekt Franz J. Kuhn; straßenbildprägend | weitere Bilder Fotos hochladen |
| Wohn- und Geschäftshaus                        | Fleischstraße 1 Lage                                    | 1894                                          | dreigeschossiges neubarockes Wohn- und Geschäftshaus, sandsteingegliederter Mansarddachbau, 1894, Architekt Eberhard Lamberty, im Kern eventuell älter | Fotos hochladen                |
| Wohn- und Geschäftshaus                        | Fleischstraße 2/3/4 Lage                                | 1907/08                                       | viergeschossiges Wohn- und Geschäftshaus, vom Jugendstil beeinflusste historisierende Motive, 1907/08, Architekt Carl Walter | Fotos hochladen                |
| Wohn- und Geschäftshaus                        | Fleischstraße 5 Lage                                    | 1904                                          | viergeschossiges Wohn- und Geschäftshaus, vom Jugendstil beeinflusste neubarocke Motive, 1904, Architekt Carl Walter | Fotos hochladen                |
| Wohn- und Geschäftshaus                        | Fleischstraße 9 Lage                                    | um 1869                                       | stattliches spätklassizistisches Zeilenwohnhaus, um 1869, über gotischem Einstützenkeller | Fotos hochladen                |
| Keller                                         | Fleischstraße, in Nr. 10 Lage                           |                                               | Reste mittelalterlicher Arkaden in den inneren Längswänden des dreiräumigen tonnengewölbten Kellers | BW                             |
| Fassade                                        | Fleischstraße, an Nr. 12 Lage                           | 1826                                          | siebenachsige palazzoähnliche klassizistische Fassade des 1826 errichteten dreieinhalbgeschossigen Wohnhauses | Fotos hochladen                |
| Keller                                         | Fleischstraße, in Nr. 14 Lage                           | 1150                                          | Haus „Zum hohen Giebel“; zwei Keller und unterer Teil der südlichen Seitenwand: hochromanische kreuzgratgewölbte Säulenhalle, nach 1150, Brunnenschacht; gotischer Einstützenkeller | BW                             |
| Keller                                         | Fleischstraße, in Nr. 27 Lage                           |                                               | mittelalterlicher Gurtbogen auf Pfeilervorlagen im tonnengewölbten Keller | BW                             |
| Wohn- und Geschäftshaus                        | Fleischstraße 28 Lage                                   | 1913                                          | dreigeschossiges Zeilenwohn- und Geschäftshaus mit reicher Putzfassade, Reformarchitektur, 1913, Architekt Franz J. Kuhn, über barockem Keller | Fotos hochladen                |
| Wohn- und Geschäftshaus                        | Fleischstraße 33 Lage                                   | 1789, 1869, 1900                              | barockes Wohnhaus, um 1789, neubarocke Aufstockung 1869, Ladeneinbau um 1900, Architekten Reitz & Sievernich, über mittelalterlichem Keller | BW                             |
| Wohn- und Geschäftshaus                        | Fleischstraße 34/35/36 Lage                             | 1907–09                                       | großvolumiges Wohn- und Geschäftshaus, viergeschossige natursteinverkleidete Eisenbetonkonstruktion, Jugendstil- und Reformarchitektur-Motive, 1907–09, Architekt Victor Schmeltzer; mit Ausstattung; straßenbildprägend | Fotos hochladen                |
| Wohn- und Geschäftshaus                        | Fleischstraße 37 Lage                                   | 1907/08                                       | viergeschossiges Eckwohn- und Geschäftshaus, abwechslungsreicher Fassadendekor, 1907/08, Architekt Victor Schmeltzer | Fotos hochladen                |
| Fassade                                        | Fleischstraße, an Nr. 39 Lage                           | 1840er Jahre                                  | dreiachsiger Fassadenabschnitt mit pilastergegliederten Obergeschossen, Brüstungsplatten und -gittern, 1840er Jahre, Architekt wohl Peter Bentz | Fotos hochladen                |
| Gasthaus                                       | Fleischstraße 40 Lage                                   | um 1912                                       | Gasthaus der Trierer Löwenbrauerei; breitgelagerte Giebelfassade, um 1912, Architekt Josef Steinlein, nach Vorbild des 17. Jahrhunderts; Spolie: Nischenfigur des heiligen Nikolaus; straßenbildprägend | Fotos hochladen                |
| Wohn- und Geschäftshaus                        | Fleischstraße 42 Lage                                   | 1904                                          | viergeschossiges späthistoristisches Zeilenwohn- und Geschäftshaus, sandsteingegliederter Putzbau, späthistoristisches 1904, Architekt Matthias Banner | BW                             |
| Wohn- und Geschäftshaus                        | Fleischstraße 45, Metzelstraße 19 Lage                  | 1900/01                                       | viergeschossiges Zeilenwohn- und Geschäftshaus mit prächtiger Jugendstilfassade (Fleischstraße 45) und viergeschossiges Werkstattgebäude mit Backsteinfassade (Metzelstraße 19), 1900/01, Architekt Eberhard Lamberty | Fotos hochladen                |
| Wohn- und Geschäftshaus                        | Fleischstraße 51 Lage                                   | 1902                                          | viergeschossiges späthistoristisches Zeilenwohn- und Geschäftshaus mit Mansarddach, neugotische Klinkerfassade, 1902, Architekt August Wolf | Fotos hochladen                |
| Wohn- und Geschäftshaus                        | Fleischstraße 52 Lage                                   | 1936                                          | viergeschossiges Geschäftshaus, Rotsandsteinplatten verkleidete Fassade, Neue Sachlichkeit, 1936, Architekt Fritz Gläser, über kreuzgratgewölbtem Keller, im Kern aus dem 13. Jahrhundert; in der Fassade Spolie, bezeichnet 1732 | Fotos hochladen                |
| Hauptpost                                      | Fleischstraße 57–60, Metzelstraße 11/12 Lage            | 1879–82                                       | ehemalige Post- und Telegraphengebäude der Kaiserlichen Oberpostdirektion, heute Hauptpost; schlossartige dreigeschossige Dreiflügelanlage, sandsteingegliederter neubarocker Mansardwalmdachbau mit barocken Spolien, 1879–82, Architekt Regierungsbaumeister Hausmann, Oberleitung Postbaurat Cuno, Frankfurt, 1909/11 erweitert unter anderem mit dreigeschossigem Überbau mit Segmentbogendach; straßenbildprägender neubarocker Remisentrakt (Metzelstraße 11/12) | weitere Bilder Fotos hochladen |
| Wohn- und Geschäftshaus                        | Fleischstraße 77/78 Lage                                | um 1905                                       | späthistoristische sandsteingegliederte Putzfassaden des viergeschossigen Eckwohn- und Geschäftshauses, um 1905; straßenbildprägend | Fotos hochladen                |
| Wohn- und Geschäftshaus                        | Fleischstraße 80 Lage                                   |                                               | dreigeschossiges traufständiges Wohn- und Geschäftshaus, im Kern gotisch, mit schlichter barocker Fassade; 2 × 2 Joche großer mittelalterlicher tonnengewölbter Keller mit quadratischer und runder Gewölbestütze und Brunnen mit Brunnenmantel, Spindeltreppe, im Dachgeschoss des ursprünglich giebelständigen Hauses Reste der gotischen Dachkonstruktion erhalten | Fotos hochladen                |
| Wohn- und Geschäftshaus                        | Fleischstraße 81/82 Lage                                | 1886/87                                       | dreigeschossiges Doppelwohn- und Geschäftshaus, Neurenaissancebau mit Loggien und turmartigen Kastenerkern, 1886/87, Architekt wohl Joseph Weis, über mittelalterlichem Keller; in den Fassaden zwei Spolien, bezeichnet 1565; straßenbildprägend; am Hinterhaus drei spätgotische Kreuzstockfenstergewände | Fotos hochladen                |
| Wohn- und Geschäftshaus                        | Fleischstraße 83 Lage                                   | um 1737                                       | ehemaliges Zunfthaus der „Geschenkten“; dreigeschossiger barocker Mansarddachbau, um 1737, Architekt wohl Joseph Walter, über kreuzgratgewölbtem gotischem Keller; südwestlich des Vorderhauses kleiner gotischer Einstützenkeller | Fotos hochladen                |
| Gasthaus „Zum schwarzen Ochsen“                | Fleischstraße 84 Lage                                   | 1766                                          | dreigeschossiger Mansardwalmdachbau mit aufwändigem Portal, bezeichnet 1766 (bis auf Keller und Fassade imitierender Neubau, 1930er Jahre); unter dem Vorderhaus überwölbter Einraumkeller | Fotos hochladen                |
| St.-Josef-Stift                                | Franz-Ludwig-Straße 7/9 Lage                            | 1895/96                                       | dreigeschossiger neugotischer Mansarddachbau mit neugotischem Portalvorbau, 1895/96, Architekt Hermann Joseph Hürth, Aachen; mit Ausstattung; neugotische Erweiterung 1909/10, Architekt Behr; Hauskapelle, Kreuzkapelle, mit Ausstattung; Männerexerzitienhaus St. Michael 1956/57, Altenheimanbau 1967 | BW                             |
| Wohnhaus                                       | Franz-Ludwig-Straße 11 Lage                             | 1924/25                                       | villenartiges Wohnhaus, kunststeingegliederter kubischer Walmdachbau, Heimatstil- und expressionistische Motive, 1924/25, Architekt wohl Franz J. Kuhn; mit Ausstattung | weitere Bilder Fotos hochladen |
| Wohn- und Geschäftshaus                        | Franz-Ludwig-Straße 21 Lage                             | 1908/09                                       | repräsentatives späthistoristisches Wohn- und Geschäftshaus, dreigeschossiger sandsteingegliederter Putzbau in Eisenbetonkonstruktion, zweiteilige Toranlage, 1908/09, Architekt Carl Walter; mit Ausstattung; Wirtschaftsbauten, um 1906; bauliche Gesamtanlage | Fotos hochladen                |
| Wohn- und Geschäftshaus                        | Franz-Ludwig-Straße 23/25/27, Bruchhausenstraße 13 Lage | 1921                                          | dreiteiliger, viergeschossiger Zeilenbau, Heimatstil unter Einfluss des Neuen Bauens, 1921, Architekt Ernst Brand; straßenbildprägende Ecklösung: halbzylindrischer Zeltdachbau | Fotos hochladen                |
| Schmitzen-Schlösschen                          | Franz-Ludwig-Straße 35 Lage                             | 1868/69                                       | repräsentative spätklassizistische Villa mit drei sich durchdringenden Baukörpern, 1868/69, Architekt Peter Weber, Umbauten 1920/21; mit Ausstattung | Fotos hochladen                |
| Wohn- und Geschäftshäuser                      | Franz-Ludwig-Straße 39/41 Lage                          | 1929/30                                       | Putzfassaden mit Klinkerbändern, Bauhaus-Stil, Architekt Ludwig Maurer, Nr. 39: 1929/30, Nr. 41: 1941; mit Ausstattung | Fotos hochladen                |
| Zigarrenfabrik                                 | Frauenstraße 8 Lage                                     | 1900/01                                       | ehemalige Zigarrenfabrik der Firma Vogel & Co; stattlicher viergeschossiger späthistoristischer Walmdachbau, 1900/01, Architekt wohl Carl Dalmar | Fotos hochladen                |
| Wohnhaus                                       | Friedrich-Ebert-Allee 3/4 Lage                          | 1895                                          | stattliches Doppelwohnhaus, Neurenaissance, 1895, Architekt Eberhard Lamberty, rückwärtig ehemaliges Wirtschaftsgebäude; bauzeitliche Garteneinfriedung | Fotos hochladen                |
| Wohn- und Geschäftshaus                        | Georg-Schmitt-Platz 1 Lage                              | 1810                                          | stattlicher Putzbau mit abgewalmtem Mansarddach, 1810, Ladeneinbauten 1933; platzbildprägend | Fotos hochladen                |
| Wohn- und Geschäftshaus                        | Glockenstraße 2 Lage                                    | 1490                                          | Haus „Zur Glocke“; dreigeschossiger, im Kern spätmittelalterlicher (bezeichnet 1490) Fachwerkbau, 1910/11, Architekten Ernst Brand und Ernst Stahl, Hausmarke bezeichnet 1559 (1539?) | weitere Bilder Fotos hochladen |
| Wohn- und Geschäftshaus                        | Glockenstraße 9 Lage                                    |                                               | dreigeschossiger barocker Krüppelwalmdachbau, um 1920 neubarock aufgestockt; mittelalterlicher Einstützenkeller | Fotos hochladen                |
| Rodemacherscher Hof                            | Glockenstraße 10 Lage                                   |                                               | auch Pfaffenburg; dreigeschossiger, im Kern gotischer Walmdachbau über tonnengewölbtem Keller, Fassade kurz nach 1805 spätbarock/klassizistisch überformt; rückwärtig dreigeschossiger Walmdachbau; viergeschossiger Renaissance-Treppenturm, angeblich um 1610 | Fotos hochladen                |
| Wohn- und Geschäftshaus                        | Glockenstraße 11 Lage                                   | frühes 19. Jahrhundert                        | dreigeschossiges spätbarock/klassizistisches Wohn- und Geschäftshaus, frühes 19. Jahrhundert, Ladeneinbau 1901, Architekt August Wolf, 1934 aufgestockt | BW                             |
| Gasthaus „Zur Glocke“                          | Glockenstraße 12 Lage                                   | zweite Hälfte des 16. Jahrhunderts            | straßenbildprägendes dreigeschossiges Vorderhaus mit Fachwerkobergeschossen und zweigeschossigem Fachwerkerker, 17. Jahrhundert, im Kern aus der zweiten Hälfte des 16. Jahrhunderts, wie das Hinterhaus 1909 umgebaut von Franz J. Kuhn, über romanischem Keller; Spolien | weitere Bilder Fotos hochladen |
| Wohn- und Geschäftshaus                        | Glockenstraße 13 Lage                                   | 1857                                          | traufständiges dreigeschossiges Gebäude zu fünf Achsen innerhalb der geschlossenen Bebauung der Glockenstraße, 1857 | BW                             |
| Wohn- und Geschäftshaus                        | Glockenstraße 17 Lage                                   | 1730                                          | Wohn- und Geschäftshaus, traufständiger zweigeschossiger Bau um 1730, Umbau 1800, Erdgeschoss und Dachgeschoss 1978 | BW                             |
| Keller                                         | Grabenstraße, in Nr. 8 Lage                             |                                               | gotische Säule im Keller des Wohn- und Geschäftshauses | BW                             |
| Keller                                         | Grabenstraße, in Nr. 9 Lage                             | 1661                                          | tonnengewölbter Einraumkeller, 1661 | BW                             |
| Keller                                         | Grabenstraße, in Nr. 12 Lage                            |                                               | hochmittelalterliche kreuzgratgewölbte Kellerhalle | BW                             |
| Haus „Wittlich“                                | Grabenstraße 13 Lage                                    | 17. Jahrhundert                               | Haus „Wittlich“; dreigeschossiger Massivbau, wohl Um- oder Neubau im 17. Jahrhundert, wohl bauzeitliches Rückgebäude | Fotos hochladen                |
| Keller                                         | Grabenstraße, in Nr. 15 Lage                            | 16. Jahrhundert                               | tonnengewölbter Einraumkeller, 16. Jahrhundert | BW                             |
| Keller                                         | Grabenstraße, in Nr. 16 Lage                            | 13. Jahrhundert                               | kreuzgratgewölbter Einstützenkeller, 13. Jahrhundert, mit Architekturteilen des 12. und 16. Jahrhunderts | BW                             |
| Keller                                         | Grabenstraße, in Nr. 17/18 Lage                         |                                               | hochmittelalterliche kreuzgratgewölbte Kellerhalle | BW                             |
| Kurie Eltz                                     | Große Eulenpfütz 1 Lage                                 | 1726                                          | straßenbildprägender barocker Mansardwalmdachbau, bezeichnet 1726, über älterem Keller; in der Umfassungsmauer Spolie, bezeichnet 1688, repräsentativer Torbogen, bezeichnet 1726; rückwärtige Erweiterung im Heimatstil, 1926, Architekt Julius Wirtz | Fotos hochladen                |
| Toreinfahrt                                    | Große Eulenpfütz, an Nr. 3a Lage                        | 1901                                          | neubarocke Toreinfahrt, schmiedeeisernes Gitter, 1901. Im Zuge einer Sanierung des Anwesens um einige Meter nach Süden versetzt (Foto: ursprünglicher Standort). | weitere Bilder Fotos hochladen |
| Haus „Zur Eule“                                | Große Eulenpfütz 9 Lage                                 | 1750                                          | barockes Wohnhaus, bezeichnet 1750, über wohl älterem Keller, Mansarddach nach 1945; mit Ausstattung | Fotos hochladen                |
| Marktkreuz                                     | Hauptmarkt Lage                                         | 4. Jahrhundert                                | aufgesockelte spätantike Säule, wohl aus dem 4. Jahrhundert, karolingisches Kapitell (Kopie), wohl ottonisches Kreuz (Kopie), bezeichnet 958 und 1724 (Renovierung) | Fotos hochladen                |
| Petrusbrunnen                                  | Hauptmarkt Lage                                         | 1595                                          | manieristische Brunnenanlage, gegen 1595 von Hans Ruprecht Hoffmann | weitere Bilder Fotos hochladen |
| Wohn- und Geschäftshaus                        | Hauptmarkt 4 Lage                                       | letzten Viertel des 18. Jahrhunderts          | dreigeschossiger Barockbau mit Arkaden, wohl aus dem letzten Viertel des 18. Jahrhunderts; siehe auch Hauptmarkt 5 und Sternstraße 7 | weitere Bilder Fotos hochladen |
| Wohn- und Geschäftshaus                        | Hauptmarkt 5 Lage                                       | vor 1858                                      | dreigeschossiger Barockbau mit Arkaden; ursprünglich zwei Bauten, 1858 mit neubarocker Fassade zusammengefasst, über wohl mittelalterlichem und Keller des 18. und 19. Jahrhunderts; siehe auch Hauptmarkt 4 und Sternstraße 7 | weitere Bilder Fotos hochladen |
| Löwen-Apotheke                                 | Hauptmarkt 6 Lage                                       | spätes 17. oder frühes 18. Jahrhundert        | Löwen-Apotheke; dreigeschossiger Putzbau mit zwei (verputzten) Fachwerkerkern, spätes 17. oder frühes 18. Jahrhundert, in der Rückwand zwei spätestgotische Stockfenster; mit Ausstattung | weitere Bilder Fotos hochladen |
| Katholische Pfarrkirche St. Gangolf            | Hauptmarkt 9, Grabenstraße 20 Lage                      | um 1344                                       | sechsgeschossiger Westturm mit Spitzhelm und Ecktürmchen, um 1344, Aufstockung Anfang des 16. Jahrhunderts, Turmspitze 1686 und 1748 erneuert; zweischiffiges spätgotisches Langhaus, um 1400 bis um 1460, barocker Portalbau, bezeichnet 1732, Architekt Joseph Walter, Steinmetz Niclas Creising, Bildhauer Jacob Fischer; mit Ausstattung | weitere Bilder Fotos hochladen |
| Treppenturm                                    | Hauptmarkt, an Nr. 11 Lage                              | 17. Jahrhundert                               | viergeschossiger Renaissance-Treppenturm, 17. Jahrhundert | BW                             |
| Fassade und Keller                             | Hauptmarkt, in Nr. 12 Lage                              | 1767                                          | wohl vorbarocker Keller, viergeschossige spätbarocke Fassade, bezeichnet 1767 | weitere Bilder Fotos hochladen |
| Wohn- und Geschäftshaus                        | Hauptmarkt 13 Lage                                      | 1898                                          | großbürgerliches viergeschossiges Eckwohn- und Geschäftshaus, sandsteingegliederter Neurenaissancebau, 1898, Architekten Wieselsberger & Müller, Würzburg; platzbildprägend | weitere Bilder Fotos hochladen |
| Steipe                                         | Hauptmarkt 14 Lage                                      | um 1430                                       | viergeschossiger turmartiger Walmdachbau mit offenen Arkaden, um 1430, 1481–83 weitgehend umgebaut, nach Kriegszerstörung 1968–70 wiederaufgebaut, Skulpturen von Meister „Steffen Bildhauer“ (Originale im städtischen Museum); rückwärtig Renaissancebau und 1559 bezeichneter Treppenturm, Obergeschoss(e) aus dem 17. Jahrhundert | weitere Bilder Fotos hochladen |
| Wohn- und Geschäftshäuser                      | Hauptmarkt 15/16 Lage                                   | 1664                                          | dreigeschossiges Häuserpaar mit platzbildprägenden Renaissancefassaden, Nr. 15 1664, über wohl nachmittelalterlichem kreuzgratgewölbtem Keller, Nr. 16 um 1700, über tonnengewölbtem Keller, wohl aus dem 17. Jahrhundert | weitere Bilder Fotos hochladen |
| Wohn- und Geschäftshaus                        | Hauptmarkt 17 Lage                                      | 1904/05                                       | dreigeschossiges Eckwohn- und Geschäftshaus mit Louis-Seize-Fassade, neuklassizistischer Quaderbau mit Mansardwalmdach, 1904/05, Architekt Peter Marx; mit Ausstattung | weitere Bilder Fotos hochladen |
| Domhotel                                       | Hauptmarkt 19/20 Lage                                   | 1903                                          | ehemaliges Domhotel; repräsentativer viergeschossiger Neurenaissancebau mit Eckerker, Mansarddach, 1903; platzbildprägend | weitere Bilder Fotos hochladen |
| Fassade und Keller                             | Hauptmarkt 21 Lage                                      | um 1780                                       | repräsentative klassizistische sandsteingegliederte Putzfassade, um 1780; tonnengewölbter Keller, um 1780 | weitere Bilder Fotos hochladen |
| Wohn- und Geschäftshäuser                      | Hauptmarkt 22, Hauptmarkt 23, Simeonstraße 37 Lage      | um 1600                                       | Fachwerkhäuser, teilweise massiv, um 1600, Nr. 23 bezeichnet 1602, Nr. 22 mit Ladeneinbau von 1895 mit Ausstattung; unter den Vorderhäusern Nr. 22 und 23 tonnengewölbte Keller, unter Nr. 37 kreuzgratgewölbter, wohl hochmittelalterlicher Keller | weitere Bilder Fotos hochladen |
| Kleine Judenpforte                             | Hauptmarkt, zwischen Nr. 23 und Simeonstraße 37 Lage    | um 1219                                       | vierbogige „Kleine Judenpforte“, um 1219, 1607 bis 1608 umgebaut | weitere Bilder Fotos hochladen |
| Villa                                          | Helenenstraße 7 Lage                                    | 1900                                          | Halbvilla mit hohem Walmdach und reich dekoriertem Eckerker, neugotische Motive, 1900 | Fotos hochladen                |
| Ruländer Hof                                   | Hieronymus-Jaegen-Straße 1, Kalenfelsstraße 1 Lage      | nach 1523                                     | später Seinsfelder Hof; langgestreckter Kernbau (1862 erweitert) mit Renaissance-Treppenturm, kurz nach 1523, oberstes Geschoss und Turmhelm barock; barocker Gartenpavillon mit Mansardwalmdach (Kalenfelsstraße 1); zwei neuklassizistische Torpfeiler, um 1875; in der Umfassungsmauer zwei romanische Torbogengewände, ein romanisches Fenster | weitere Bilder Fotos hochladen |
| Forum-Kino                                     | Gerty-Spies-Straße 4 Lage                               | 1955/56                                       | ehemaliges Forum-Kino, jetzt Diskothek; kubischer Betonbau auf spatenförmigem Grundriss, verglastes Foyer, 1955/56, Architekt Walter Hassbach; mit Ausstattung | weitere Bilder Fotos hochladen |
| Wohn- und Geschäftshaus                        | Gerty-Spies-Straße 8 Lage                               | 1924/25                                       | villenartiger dreigeschossiger Mansardwalmdachbau, Heimatstil, 1924/25, Architekt Jakob Reiter | Fotos hochladen                |
| Generalvikariat                                | Hinter dem Dom 6 Lage                                   | ab dem 12. Jahrhundert                        | vormals Konvikt und ehemaliger von Leyischer Hof; romanischer Turmbau, 12. Jahrhundert, über romanischem Keller, Erweiterung eventuell im zweiten Viertel des 13. Jahrhunderts, klassizistischer Wohnhausumbau; Torbogen des alten Leyischen Hofs, bezeichnet 1779, Architekt eventuell J. A. Neurohr; neuromanischer Konviktstrakt, 1853/54, über gleichzeitigem zweischiffigen Keller; Wind-/Ecke Dominikanerstraße: stattlicher Weinkeller, gegen 1900; neuklassizistisches Pförtnerhäuschen, 1909, Architekt Julius Wirtz; Antoniushaus, um 1959 unter Wiederverwendung von Architekturfragmenten rekonstruierte romanische Domkurie über mehrräumigem Keller mit wohl romanischer Kapelle, tonnengewölbter Keller, bezeichnet 1854 | Fotos hochladen                |
| Katholische Kapelle St. Banthus                | Hinter dem Dom, zu Nr. 6 Lage                           | 1774                                          | im Kern frühromanischer Saalbau, Südwand barock überformt, bezeichnet 1774, romanische und gotische Spolien; Ausstattung | Fotos hochladen                |
| Wohnhaus                                       | In der Olk 18 Lage                                      | 1872                                          | zweigeschossiges, traufständiges Wohnhaus in neubarocken Formen, 1872 vom Bauunternehmer Peter Sirker für den Kammerpräsidenten E. Grach gebaut, Teil des frühesten großen Straßenprojekts der zweiten Hälfte des 19. Jahrhunderts in der Altstadt | BW                             |
| Wohnhaus                                       | In der Olk 19 Lage                                      | 1876                                          | zweigeschossiges, traufständiges Wohnhaus in neubarocken Formen mit Balkon und gebauchtem Geländer, 1876 vom Bauunternehmer Peter Sirker für den Kammerpräsidenten E. Grach gebaut, Teil des frühesten großen Straßenprojekts der zweiten Hälfte des 19. Jahrhunderts in der Altstadt | BW                             |
| Wohnhaus                                       | In der Olk 20 Lage                                      | 1872                                          | zweigeschossiges traufständiges Wohnhaus mit Mezzanin, 1872 von Bauunternehmer Peter Sirker erbaut | BW                             |
| Wohnhaus                                       | In der Olk 21 Lage                                      | 1873                                          | gründerzeitliches traufständiges Wohnhaus, zweigeschossig mit Mezzanin, 1873 vom Bauunternehmer Jos. Weis errichtet, im Inneren Stuckaturen erhalten | BW                             |
| Wohnhaus                                       | In der Olk 23/24 Lage                                   | 1872                                          | zweieinhalbgeschossiges späthistoristisches Doppelwohnhaus, Neurenaissance, um 1872; mit Ausstattung | BW                             |
| Wohnhaus                                       | In der Olk 26 Lage                                      | zweite Hälfte des 19. Jahrhunderts            | dreigeschossiges, traufständiges Wohnhaus in neugotischen Formen, Spitzbogenportal, Marienstatue am Erdgeschoss, Teil des frühesten großen Straßenprojekts der zweiten Hälfte des 19. Jahrhunderts in der Altstadt | BW                             |
| Pfarrhaus                                      | Irminenfreihof 1 Lage                                   | 1838–41                                       | ehemaliges Pfarrhaus von St. Paulus; klassizistischer Krüppelwalmdachbau, 1838–41; rückwärtig Umfassungsmauer des Abteiberings von St. Irminen | weitere Bilder Fotos hochladen |
| Dominikanerinnenkloster St. Katharina          | Irminenfreihof 8 Lage                                   | 1609                                          | ehemaliges Dominikanerinnenkloster St. Katharina; - Bau A: Nordflügel: Walmdachbau, 1609 (?), spätbarockes Portalgewände, 1768/73; - Bau B/C: Hauptflügel und Südflügel: barocke Mansarddachbauten; - Bau D: Lazarettflügel, Mansarddachbau, um 1910, Überformung in den 1930er Jahren Bauten A, B und C über tonnengewölbten Kellern; | weitere Bilder Fotos hochladen |
| St.-Jakobs-Hospital                            | Jakobsspitälchen 2/3, Fleischstraße 50 Lage             | 1751–53                                       | ehemaliges St.-Jakobs-Hospital; barocke Mansarddachbauten über bauzeitlichen Kellern, 1751–53, Architekt Michael Schmitz; Fleischstraße 50: Umfassungsmauern des Kellers wohl romanisch, Architekturteile wohl um 1360, Bogenöffnung bezeichnet 1646; westlich gangartiger Raum mit gotischen kreuzrippengewölbten Jochen | Fotos hochladen                |
| Fassade und Keller                             | Jakobstraße, an Nr. 1 Lage                              | um 1906                                       | Fassade mit Rollwerkgiebel des dreieinhalbgeschossigen, um 1906 teilweise erneuerten Wohn- und Geschäftshauses, Reformarchitektur, Architekt Peter Marx; mittelalterlicher Keller | Fotos hochladen                |
| Fassade und Keller                             | Jakobstraße, an Nr. 2/3 Lage                            | 1903                                          | späthistoristische Fassade des viergeschossigen Wohn- und Geschäftshauses, 1903, Architekt August Wolf; mittelalterlicher Keller | Fotos hochladen                |
| Wohn- und Geschäftshaus                        | Jakobstraße 5 Lage                                      | 1904                                          | späthistoristisches Wohn- und Geschäftshaus, dreigeschossiger Mansarddachbau, bezeichnet 1904, Architekten Johann Müllenbach & Sohn, rückwärtig romanische Spolie; hochmittelalterlicher Keller | weitere Bilder Fotos hochladen |
| Wohnhaus                                       | Jakobstraße 6/7 Lage                                    |                                               | barockes Wohnhaus mit Mansarddach über tonnengewölbtem Keller, Nr. 7 aufgestockt | BW                             |
| Geschäftshaus                                  | Jakobstraße 8 Lage                                      | ab 1685                                       | um einen Innenhof gruppierte Anlage; stattlicher dreigeschossiger Spätbarockbau; mit Ausstattung; spätgotischer Keller, zwei Keller wohl aus dem 19. Jahrhundert; Renaissance-Treppenturm, 1685; Nebengebäude, 19. Jahrhundert, archivalisch bis um 1300 zurückzuverfolgender Schöffenhof | weitere Bilder Fotos hochladen |
| Wohn- und Geschäftshaus                        | Jakobstraße 12 Lage                                     |                                               | dreigeschossiges, im Kern spätgotisches Wohn- und Geschäftshaus, neugotischer Umbau, 1876, Architekt Julius Wirtz; Ausstattung des 19. Jahrhunderts; hochmittelalterlicher Keller | Fotos hochladen                |
| Wohn- und Geschäftshaus                        | Jakobstraße 13, Wilhelm-Rautenstrauch-Straße 9 Lage     | 14. Jahrhundert                               | großvolumiger Hauskomplex aus Gotik und Renaissance; dreigeschossiges Renaissance-Vorderhaus, viergeschossiges Mittelhaus, angeblich aus dem 14. Jahrhundert, Rückgebäude mit Mansarddach, bezeichnet 1584; mit Ausstattung | Fotos hochladen                |
| Portal                                         | Jakobstraße, an Nr. 27 Lage                             | 1900                                          | Portalbau, um 1900 | Fotos hochladen                |
| Wohn- und Geschäftshaus                        | Jakobstraße 31 Lage                                     | 1906                                          | viergeschossiges Eckwohn- und Geschäftshaus, verputzte Eisenbeton-Konstruktion mit Mansarddach, neuklassizistische Motive, 1906, Architekt Peter Marx; platzbildprägend; mit Ausstattung | BW                             |
| Wohn- und Geschäftshaus                        | Jakobstraße 32 Lage                                     | 1905                                          | viergeschossiges Zeilenwohn- und Geschäftshaus, neubarocker Putzbau, bezeichnet 1905, Architekt Carl Dalmar; Spolie des Zunfhausportals, bezeichnet 1767; mit Ausstattung | Fotos hochladen                |
| Fassade                                        | Jakobstraße 34 Lage                                     | 1903                                          | Neurenaissance-Fassade des dreigeschossigen Wohn- und Geschäftshauses, 1903, Architekt Ernst Brand | BW                             |
| Umfassungsmauern                               | Johannisstraße 1a Lage                                  | um 1828                                       | Umfassungsmauern des klassizistischen Wohnhauses, angeblich um 1828 | BW                             |
| Wohnhaus                                       | Johannisstraße 2 Lage                                   | 1869                                          | traufständiges, zweigeschossiges, spätklassizistisches Wohnhaus mit Mezzaningeschoss, 1869 vom Bauunternehmer Jos. Weiß für J. Caspary erbaut, alte Innenraumaufteilung, Türen und Stuck erhalten | BW                             |
| Wohnhaus                                       | Johannisstraße 7/8 Lage                                 | 1863                                          | dreigeschossiges Doppelwohnhaus, späthistoristische Motive, 1863, Architekt Joseph Weis; mit Ausstattung | BW                             |
| Wohnhaus                                       | Johannisstraße 9 Lage                                   | 1862                                          | späthistoristisches Zeilenwohnhaus mit Torfahrt, Neurenaissancemotive, 1862, Architekt Grevelding; mit Ausstattung | Fotos hochladen                |
| Wohnhaus                                       | Johannisstraße 10 Lage                                  | 1865                                          | dreigeschossiges neugotisches Zeilenwohnhaus, 1865, Architekt Heinrich Kokke | Fotos hochladen                |
| Wohn- und Geschäftshaus                        | Johannisstraße 11 Lage                                  | 1862                                          | dreigeschossiges Eckwohn- und Geschäftshaus, spätklassizistischer Sandsteinquaderbau, bezeichnet 1862, Architekt Joseph Waldeck; neugotische, 1862 bezeichnete Nische mit 1897 bezeichneter Pietà | BW                             |
| Fassaden                                       | Johannisstraße 14 Lage                                  | um 1885                                       | repräsentative Neurenaissance-Fassaden des dreigeschossigen Eckwohnhauses, um 1885 | BW                             |
| Pegelhaus und Geländer                         | Johanniterufer Lage                                     | ab 1844                                       | Pegelhaus, kleiner turmartiger neugotischer Putzbau mit Spitzhelm, um 1897; nördlich anschließendes Geländer mit Eisengussfüllungen zwischen Sandsteinpfeilern nach leicht abgeändertem Entwurf von 1844 von Johann Georg Wolff | weitere Bilder Fotos hochladen |
| Zollkran                                       | Johanniterufer Lage                                     | 1774                                          | auch Jüngerer Moselkran; Tretradkran; barocker zylindrischer Putzbau, drehbares Kegeldach mit Auslegern, 1774, Architekt Johannes Seiz; mit Ausstattung | Fotos hochladen                |
| Hauptzollamt                                   | Johanniterufer 1–3 Lage                                 | 1829–31                                       | ehemaliges Königliches Hauptzollamt; klassizistische Anlage, 1829–31, Architekt Johann Georg Wolff; langgestreckter Walmdachbau, eingeschossige Eckbauten mit Zeltdach | weitere Bilder Fotos hochladen |
| Herkulesbrunnen                                | Jüdemerstraße Lage                                      | 1730                                          | Herkulesbrunnen; klassizistischer gusseiserner Brunnen, um 1800, mit barocker Sandsteinskulptur, um 1730 | Fotos hochladen                |
| Wohn- und Geschäftshaus                        | Judengasse 1 Lage                                       | 1235/36                                       | Außenbau und Keller des dreigeschossigen gotischen, mehrfach umgebauten Giebelhauses, im Kern von 1235/36 | Fotos hochladen                |
| Wohn- und Geschäftshaus                        | Judengasse 2 Lage                                       | 1235/36                                       | Außenbau des viergeschossigen gotischen, mehrfach umgebauten Giebelhauses (Dendro-Daten 1311, 1502), im Kern von 1235/36 (Einstützenkeller, Kreuzgratgewölbe um 1311) | Fotos hochladen                |
| Wohn- und Geschäftshaus                        | Judengasse 3 Lage                                       |                                               | im Kern gotisches Giebelhaus, in der ersten Hälfte des 19. Jahrhunderts zu schlichtem klassizistischen dreigeschossigen Traufenhaus umgebaut, Zeugnis der Geschichte der Juden und des Judenviertels in Trier | Fotos hochladen                |
| Wohn- und Geschäftshaus                        | Judengasse 4/4a Lage                                    | 1707                                          | unter Nr. 4 langgestreckter, wohl mittelalterlicher Keller, Stichbogentonne wohl aus dem 18. oder 19. Jahrhundert; Nr. 4a im Kern frühbarockes Wohnhaus, bezeichnet 1707, über kreuzgratgewölbtem Keller mit zwei hohen Kammern | Fotos hochladen                |
| Wohnhaus                                       | Kaiserstraße 2a Lage                                    | 1895                                          | anspruchsvolles Zeilenwohnhaus, sandsteingegliederter Klinkerbau, Neurenaissance, bezeichnet 1895, rückwärtige Erweiterung, Reformstil, 1908; mit Ausstattung | Fotos hochladen                |
| Wohnhaus                                       | Kaiserstraße 4a Lage                                    | um 1896                                       | halboffenes Zeilenwohnhaus, zweieinhalbgeschossiger sandsteingegliederter Walmdachbau, Neurenaissance, um 1896; mit Ausstattung | Fotos hochladen                |
| Schulhaus                                      | Kaiserstraße 6–10 Lage                                  | 1889–91                                       | ehemals Robert-Schuman-Realschule; repräsentativer dreiflügeliger Sandsteinquaderbau, 1889–91, Architekt Adam Joseph Mayer, 1899–1901 Aufstockung und Erweiterung | Fotos hochladen                |
| Wohnhaus                                       | Kaiserstraße 10a Lage                                   | 1891                                          | villenartiges Wohnhaus, sandsteingegliederter Walmdachbau, Neurenaissance, 1891, Architekt Heinrich Kokke; mit Ausstattung | Fotos hochladen                |
| Villa                                          | Kaiserstraße 12 Lage                                    | 1888                                          | anspruchsvolle neubarocke Villa mit bewegter Dachlandschaft, 1888, und landhausartige Remise, 1889, Architekt Heinrich Theodor Schmidt, Frankfurt, eingeschossiger Praxisanbau; mit Ausstattung | Fotos hochladen                |
| Wohnhaus                                       | Kaiserstraße 13 Lage                                    | 1881                                          | späthistoristisches Eckwohnhaus, sandsteingegliederter Mansarddachbau, 1881, Architekt Heinrich Kokke; mit Ausstattung | Fotos hochladen                |
| Wohnhaus                                       | Kaiserstraße 14 Lage                                    | um 1880                                       | gründerzeitliches Zeilenwohnhaus, sandsteingegliederter Mansarddachbau, um 1880 | Fotos hochladen                |
| Wohnhaus                                       | Kaiserstraße 15 Lage                                    | 1880                                          | neuklassizistisches Zeilenwohnhaus, sandsteingegliederter Mansarddachbau, 1880; mit Ausstattung | Fotos hochladen                |
| Wohnhaus                                       | Kaiserstraße 17 Lage                                    | 1882                                          | anspruchsvolles Zeilenwohnhaus, sandsteingegliederter Mansarddachbau, Neurenaissancemotive, 1882, Architekten Joseph Weis senior & junior; mit Ausstattung | Fotos hochladen                |
| Verwaltungsgebäude                             | Kaiserstraße 18 Lage                                    | 1879–1882                                     | ehemalige Provinzial-Taubstummenanstalt; späthistoristischer Zeilenschulhausbau, Neurenaissance, um 1879 bis 1882, Architekt Gerhard König, Turnhalle 1907/08, Umbau 1951; mit Ausstattung | Fotos hochladen                |
| Wohnhaus                                       | Kaiserstraße 19 Lage                                    | 1879–82                                       | gründerzeitliches Zeilenwohnhaus, sandsteingegliederter Mansarddachbau, Neurenaissance- und neubarocke Motive, 1879–82, Architekt Julius Wirtz; neubarocker Balkon, 1904 | Fotos hochladen                |
| Wohnhaus                                       | Kaiserstraße 22/23 Lage                                 | 1879                                          | späthistoristisches Zeilendoppelwohnhaus, 1879, Architekt Heinrich Kokke; mit Ausstattung | Fotos hochladen                |
| Wohnhaus                                       | Kaiserstraße 24 Lage                                    | 1879                                          | zweieinhalbgeschossiges sandsteingegliedertes Eckwohnhaus, Neurenaissancemotive, 1879; mit Ausstattung; straßenbildprägend | Fotos hochladen                |
| Roter Turm                                     | Kaiserstraße, gegenüber Nr. 24 Lage                     | nach 1540                                     | runder Stadtmauerturm, Sandsteinquaderbau, nach 1540 | Fotos hochladen                |
| Synagoge                                       | Kaiserstraße 25                                         | 1956/57                                       | Synagoge; steinsichtiger blockhafter Flachdachbau mit Kuppel und Eingang unter trichterförmigem Vordach, 1956/57 unter Wiederverwendung alter Steine, Architekt Alfons Leitl | weitere Bilder Fotos hochladen |
| Geschäftshaus                                  | Kaiserstraße 27 Lage                                    | 1904/05                                       | ehemalige Handelskammer; anspruchsvoller dreigeschossiger Neurenaissancebau mit gotisierenden Treppengiebeln, 1904/05, Architekt Ernst Brand; mit Ausstattung | weitere Bilder Fotos hochladen |
| Wohnhaus                                       | Kaiserstraße 41 Lage                                    | 1892                                          | dreigeschossiges Wohnhaus in Neurenaissanceformen, sandsteingegliederter Putzbau, Balkon in der rechts liegenden Eingangsachse, 1892 | Fotos hochladen                |
| Wohnhaus                                       | Kaiserstraße 43/44 Lage                                 | 1896                                          | späthistoristisches Doppelwohnhaus mit Rollwerkgiebeln, 1896, Architekt August Massing | Fotos hochladen                |
| Kaiser-Wilhelm-Brücke                          | Kaiser-Wilhelm-Brücke Lage                              | 1912/13                                       | siebenbogige sandsteinverkleidete Eisenbetonkonstruktion, 1912/13 | weitere Bilder Fotos hochladen |
| Echternacher Hof                               | Kalenfelsstraße 2 Lage                                  | 1639                                          | ehemaliger Echternacher Hof; Hofhaus, stattlicher Renaissancebau mit (Krüppel)-Walmdach, bezeichnet 1639, mit älteren Teilen; Torbogen, 17. Jahrhundert; Beringmauer, teilweise aus mittelalterlichen Fassadenresten bis ins 17. und 18. Jahrhundert | Fotos hochladen                |
| Wohn- und Geschäftshaus                        | Karl-Marx-Straße 3 Lage                                 | um 1790                                       | Wohn- und Geschäftshaus, spätbarocker Mansarddachbau, klassizistische Einflüsse, wohl um 1790, Ladeneinbau 1903, Architekt Franz Kuhn; mit Ausstattung; teilweise wohl älterer Keller | Fotos hochladen                |
| Wohn- und Geschäftshaus                        | Karl-Marx-Straße 7 Lage                                 | zweite Hälfte des 19. Jahrhunderts            | über mittelalterlichem Keller in der zweiten Hälfte des 19. Jahrhunderts errichtetes dreigeschossiges Wohn- und Geschäftshaus | Fotos hochladen                |
| Keller                                         | Karl-Marx-Straße, unter Nr. 9 Lage                      |                                               | unter dem klassizistischen Wohnhaus einschiffiger, wohl mittelalterlicher Keller | Fotos hochladen                |
| Portalgewände                                  | Karl-Marx-Straße, an Nr. 11 Lage                        | 1817                                          | klassizistisches Portalgewände, 1817 | Fotos hochladen                |
| Wohn- und Geschäftshaus                        | Karl-Marx-Straße 15 Lage                                |                                               | um 1891 aus zwei Häusern zusammengefasstes Wohn- und Geschäftshaus, Renaissance-, barocke und klassizistische Motive, Architekt Eberhard Lamberty; straßenbildprägend; mittelalterlicher Einstützenkeller und wohl barocker Keller | BW                             |
| Keller                                         | Karl-Marx-Straße, unter Nr. 17 Lage                     |                                               | Einstützenkeller, teilweise spätantikes Ziegelmauerwerk, romanisches Palmettenkapitell | BW                             |
| Wohn- und Geschäftshaus                        | Karl-Marx-Straße 19 Lage                                | um 1795                                       | dreigeschossiges klassizistisches Wohn- und Geschäftshaus, wohl um 1795, Architekt Peter Görgen, Ladeneinbau 1872, Architekt Peter Monshausen; mittelalterlicher Einstützenkeller | Fotos hochladen                |
| Wohn- und Geschäftshäuser                      | Karl-Marx-Straße 25, 27, 29 Lage                        | um 1800                                       | zwei- und dreigeschossige klassizistische dreiachsige Wohnhäuser, Nr. 25 mit Mansarddach, Nr. 29 mit Dreieckszwerchgiebel, wohl um oder bald nach 1800 | Fotos hochladen                |
| Keller                                         | Karl-Marx-Straße, unter Nr. 28 Lage                     | um 1300                                       | spätmittelalterlicher kreuzgratgewölbter Einstützenkeller, wohl um 1300 oder aus dem ersten Drittel des 14. Jahrhunderts | BW                             |
| Fassade                                        | Karl-Marx-Straße, an Nr. 39 Lage                        | um 1660                                       | Fassade des großvolumigen Renaissancebaus, um 1660, im späten 18. oder frühen 19. Jahrhundert überformt; straßenbildprägend; rückwärtig Unterbau eines Treppenturms | weitere Bilder Fotos hochladen |
| Eisernes Haus                                  | Karl-Marx-Straße 43 Lage                                | vor 1890                                      | dreigeschossiges Wohn- und Geschäftshaus, um 1890 umgebaut und mit gusseiserner Fassade mit Dachterrasse versehen | Fotos hochladen                |
| Haus „Im Herrgottchen“                         | Karl-Marx-Straße 48 Lage                                | drittes Viertel des 18. Jahrhunderts          | barockes Wohnhaus mit Walmdach, wohl aus dem dritten Viertel des 18. Jahrhunderts mit älteren Teilen; mit Ausstattung; teilweise mittelalterlicher Keller, eventuell mit älteren Resten; barocker Bildstock | weitere Bilder Fotos hochladen |
| Wohn- und Geschäftshaus                        | Karl-Marx-Straße 52 Lage                                | 1881                                          | anspruchsvolles dreigeschossiges Zeilenwohn- und Geschäftshaus, Aufstockung und neuklassizistische Fassade 1881, Architekt Stephan Weber, älterer Keller; rückwärtig Renaissance-Treppenturm | Fotos hochladen                |
| Wohn- und Geschäftshaus                        | Karl-Marx-Straße 74 Lage                                | 1902                                          | dreigeschossiges neugotisches Wohn- und Geschäftshaus, Jugendstilmotive, 1902, Architekt Emil Frinken | Fotos hochladen                |
| Wohn- und Geschäftshaus                        | Karl-Marx-Straße 76 Lage                                | 1906/09                                       | viergeschossiges Wohn- und Geschäftshaus, Reformarchitektur, 1906/09 (?), Architekt Peter Marx | Fotos hochladen                |
| Wohn- und Geschäftshaus                        | Karl-Marx-Straße 77 Lage                                | 1879                                          | späthistoristische Doppelhaushälfte, dreigeschossiges Wohn- und Geschäftshaus, 1879 | Fotos hochladen                |
| Villa                                          | Katharinenufer 1 Lage                                   | 1920                                          | neuklassizistische Villa, 1920, Architekten Peter Marx und Peter Gracher, unter Verwendung der Außenmauern des Vorgängers; verschachtelter Walmdachbau mit risalitartigen Schmalseiten mit niedrigeren Walmdächern; mit Ausstattung | Fotos hochladen                |
| Villa                                          | Katharinenufer 3 Lage                                   | 1905/06                                       | späthistoristische Reihenvilla, Jugendstilmotive, 1905/06, Architekt C. Kokke | Fotos hochladen                |
| Villa                                          | Katharinenufer 4 Lage                                   | 1907                                          | dreigeschossige Jugendstil-Reihenvilla, 1907, Architekt C. Kokke; mit Ausstattung | Fotos hochladen                |
| Villa                                          | Katharinenufer 5 Lage                                   | 1909                                          | Reihenvilla im Reformstil mit zwei nahezu halbrunden Standerkern, 1909, Architekt C. Kokke; mit Ausstattung | Fotos hochladen                |
| Villa                                          | Katharinenufer 6 Lage                                   | 1911/12                                       | aufwändige Reihenvilla im Landhausstil, 1911/12, Architekt C. Kokke, straßenseitige Einfriedung und Gartenlaube bauzeitlich | Fotos hochladen                |
| Villa                                          | Katharinenufer 7 Lage                                   | 1912                                          | repräsentative neuklassizistische Halbvilla, 1912, Architekt C. Kokke; mit Ausstattung; straßenbildprägend | Fotos hochladen                |
| Villa                                          | Katharinenufer 8 Lage                                   | 1911                                          | Halbvilla, blockhafter Walmdachbau, Reformarchitektur, 1911, Architekt F. J. Kuhn; mit Ausstattung | Fotos hochladen                |
| Villa                                          | Katharinenufer 9 Lage                                   | 1912                                          | stattliche dreigeschossige neuklassizistische Halbvilla mit Mansardwalmdach, 1912, Architekt C. Kokke; mit Ausstattung | Fotos hochladen                |
| Villa                                          | Katharinenufer 11 Lage                                  | 1914                                          | dreigeschossige Reihenvilla, neuklassizistischer Mansardwalmdachbau, 1914, Architekt G. Kasel | BW                             |
| Altes Zollhaus                                 | Katharinenufer 13 Lage                                  | 1815                                          | ehemaliges Pförtnerhaus des Katharinentors; eineinhalbgeschossiger klassizistischer Walmdachbau, 1815 | Fotos hochladen                |
| Wohn- und Geschäftshaus                        | Kochstraße 1 Lage                                       | 1922                                          | ehemaliges Bürogebäude der Firma Theis & Co. und der Schlackenverwertungsgesellschaft mbH Trier; dreigeschossiger Mansarddachbau, sandstein- und kunststeinverblendete Eisenbetonkonstruktion, 1922, Architekt Ernst Brand | Fotos hochladen                |
| Wohn- und Geschäftshaus                        | Kochstraße 2 Lage                                       | 1903                                          | Wohn- und Geschäftshaus samt Hinterhaus, 1903 vom Architekten Jos. Medgen für Franz Palm errichtet, viergeschossiger, traufständiger, historistischer Bau mit Erker und Balkon über der Eingangsachse | Fotos hochladen                |
| Wohn- und Geschäftshaus                        | Kochstraße 3 Lage                                       | 1907                                          | viergeschossiges sandsteingegliedertes Zeilenwohn- und Geschäftshaus, zweigeschossige Kelleranlage, Eisenbetonkonstruktion, 1907, Architekt Ernst Brand; mit Ausstattung | weitere Bilder Fotos hochladen |
| Wohnhaus                                       | Kochstraße 4 Lage                                       | 1926                                          | viergeschossiges neuklassizistisches Zeilenwohnhaus, 1926 | weitere Bilder Fotos hochladen |
| Wohnhaus                                       | Kochstraße 5 Lage                                       | 1911/12                                       | Zeilenwohnhaus, Reformstil mit klassizistischen Motiven, 1911/12, Architekt Viktor Schmeltzer | Fotos hochladen                |
| Wohn- und Geschäftshaus                        | Kochstraße 6/7 Lage                                     | 1927                                          | dreigeschossiger, dreizehnachsiger Zeilenbau mit Attikageschoss, expressionistische Motive, 1927, Architekt Hans Fässy; platzbildprägend; mit Ausstattung | Fotos hochladen                |
| Wohn- und Geschäftshaus                        | Kochstraße 8 Lage                                       | 1905                                          | dreigeschossiges Zeilenwohn- und Geschäftshaus, Neurenaissance, bezeichnet 1905 | Fotos hochladen                |
| Wohn- und Geschäftshaus                        | Kochstraße 9 Lage                                       | 1901                                          | dreigeschossiges neugotisches Zeilenwohn- und Geschäftshaus, 1901, Architekt Peter Marx, 1903 erweitert | Fotos hochladen                |
| Wohnhaus                                       | Kochstraße 12 Lage                                      | 1903                                          | dreigeschossiges späthistoristisches Zeilenwohnhaus mit zweigeschossigem Zwerchhaus mit Krüppelwalm, bezeichnet 1903, Architekt Peter Marx | Fotos hochladen                |
| Reichsbank                                     | Kochstraße 13 Lage                                      | 1903                                          | ehemalige Filiale der Kaiserlichen Reichsbank; neuklassizistische Umfassungsmauern, monumentale, römischer Kolossalordnung nachempfundene Hauptfassade, 1903, Architekt Emmerich | Fotos hochladen                |
| Kurfürstliches Schloss                         | Konstantinplatz 6/8, Willy-Brandt-Platz 3 Lage          | ab 1050                                       | erhalten: - vom renaissancezeitlichen Niederschloss: Außenbau des „Roten Turms“ mit barocker Haube, 1647 durch den kurtrierischen Oberbaumeister Matthias Staudt begonnen, und das gegen 1648 vollendete Petersburg-Portal mit überlebensgroßer Petrusskulptur von Bildhauer Hans Rupprecht Hoffmann dem Jüngeren; - vom unter Kurfürst Lothar von Metternich errichteten Hochschloss: Außenbau des dreigeschossigen Renaissance-Nord- und Ostflügels sowie der viergeschossige Ecktreppenturm; unter Nord-, Ost- und Südflügel vollständig erhaltene Gewölbekeller; - vom Neubau des Rokokoschlosses durch Hofarchitekt Johannes Seiz: dreigeschossiger, 22-achsiger Gartenflügel mit Haupt- und Eckpavillon, 1757–61, Fassadenschmuck und Haupttreppenhausskulpturen von Ferdinand Tietz; - zugehörig der Palastgarten mit Teilen der mittelalterlichen Stadtmauer, unter anderem der Kastilport (ehemaliges Stadttor, erste Anlage um 1050, in der Folgezeit mehrfach verändert, Wiederaufbau 1952) | weitere Bilder Fotos hochladen |
| Sankt Georgsbrunnen                            | Kornmarkt Lage                                          | 1749                                          | Rokokobrunnen mit Darstellungen der vier Jahreszeiten und des heiligen Georg als Drachentöter auf Obelisk, 1749, Architekt Johannes Seiz, Bildhauer Joseph Amlinger, Steinhauer Micheln Schmitt und Johannes Steinem | weitere Bilder Fotos hochladen |
| Casino                                         | Kornmarkt 2 Lage                                        | 1824/25                                       | dreigeschossiger klassizistischer Walmdachbau mit schlossartiger Platzfront, 1824/25, Architekt Johann Georg Wolff | Fotos hochladen                |
| Fassaden                                       | Krahnenstraße 1 Lage                                    | um 1851                                       | Fassaden des dreigeschossigen Eckwohnhauses, neuromanische Motive, um 1851, Architekt Joseph Weis senior; Kellerräume wohl barock | Fotos hochladen                |
| Wohnhaus                                       | Krahnenstraße 4 Lage                                    | 1902                                          | Wohnhaus, zweigeschossiger Putzbau in neugotischen Formen mit Erker, Zwerchgiebel, 1902 vom Bauunternehmer Jos. Weis errichtet | BW                             |
| Wohnhaus                                       | Krahnenstraße 4a Lage                                   | 1902                                          | Wohnhaus, zweigeschossiger Putzbau in neugotischen Formen mit Erker, Zwerchgiebel, 1902 vom Bauunternehmer Jos. Weis errichtet | BW                             |
| Wohnhaus                                       | Krahnenstraße 6 Lage                                    | 1760                                          | dreigeschossiges Wohnhaus, die ersten beiden Geschosse von 1760, das obere 1895 aufgesetzt, traufständiger Putzbau mit stichbogigen Fensterumrahmungen | Fotos hochladen                |
| Mutterhaus der Borromäerinnen                  | Krahnenstraße 8, 10, 11 Lage                            | 1603–05                                       | Mutterhaus der Borromäerinnen; - Bau A: ehemaliges Jesuitennoviziat: dreigeschossige Renaissance-Dreiflügelanlage, 1603–05, Hauptportal bezeichnet 1604, im östlichen Seitenflügel zwei Reliefs, wohl um 1620 aus der Werkstatt des Hans Rupprecht Hoffmann; - Bau B: ehemalige Kirche St. Johannes der Täufer: zweischiffige, im Kern wohl romanische Anlage, 1601–06, Abschluss der Toreinfahrt und wohl auch offene Halle 1867, Architekt Joseph Weis; - Bau C:' sogenanntes Karl-Borromäus-Haus: zweieinhalbgeschossiger klassizistischer Walmdachbau, 1840er Jahre; - Bau D: Noviziatshaus, 1870/71; - Bau E: Umfassungsmauern des sogenannten Marienhauses: dreigeschossiger villenartiger klassizistischer Walmdachbau, 1842, Architekt wohl J. G. Wolff; - Bau F: Umfassungsmauern des sogenannten Schutzengelhauses: stattlicher viergeschossiger späthistoristischer Zeltdachbau, 1901, straßenbildprägend | Fotos hochladen                |
| Fassade                                        | Krahnenstraße 13/14 Lage                                | 1760                                          | dreigeschossige barocke Doppelhausfassade mit Seccomalerei, bezeichnet 1760 | BW                             |
| Wohnhaus                                       | Krahnenstraße 30/31 Lage                                | Mitte des 16. Jahrhunderts                    | spätgotisches Wohnhaus mit Fachwerkobergeschoss (verputzt), wohl aus der Mitte des 16. Jahrhunderts, rückwärtiger Anbau, teilweise Fachwerk, wohl um 1600; zwei Wappen, bezeichnet 1727 und 1677 | Fotos hochladen                |
| Wohnhaus                                       | Krahnenstraße 33/34 Lage                                | 1782                                          | straßenbildprägendes Doppelwohnhaus, Nr. 33 barocker Mansarddachbau, 1782, gleichzeitiger Anbau 1869 umgebaut; Nr. 34 Dreifensterhaus, frühes 19. Jahrhundert, mit barockem Portal von Nr. 33; kreuzgratgewölbter Einstützenkeller, zwei tonnengewölbte Keller | Fotos hochladen                |
| Fassade und Portal                             | Krahnenstraße 38 Lage                                   | 1713                                          | klassizistische Fassade und rückwärtiges Mittelportal des Wohnhauses, bezeichnet 1713 | weitere Bilder Fotos hochladen |
| Wohnhaus                                       | Krahnenstraße 39 Lage                                   | Mitte des 18. Jahrhunderts                    | repräsentatives barockes Wohnhaus, stattlicher Krüppelwalmdachbau, Mitte des 18. Jahrhunderts, Treppenturm und Giebelwände wohl vom Vorgänger, Dendro-Datierung 1594; zwei tonnengewölbte Keller | weitere Bilder Fotos hochladen |
| Helenenhaus                                    | Krahnenstraße 47/49/51, Windmühlenstraße 4 Lage         | 1889–91                                       | viergeschossiger neubarocker Mansarddachbau mit straßenbildprägender sandsteingegliederter Putzfassade, 1889–91, Architekt H. Th. Schmidt, Frankfurt; Erweiterungstrakt, sogenannter Herz-Jesu-Flügel, um 1907, Architekt Josef Lückerath, Berlin-Charlottenburg (Plangrundlagen); Verbindungstrakt nur wenig älter, Architekt August Wolf | Fotos hochladen                |
| Alter Moselkran                                | Krahnenufer ohne Nummer Lage                            | 1413                                          | Tretradkran; zylindrischer Putzbau, drehbares Kegeldach, 1413, Umbau um 1630, zweiter Ausleger 1778, Anbau mit offener Feuerstelle; mit Ausstattung | Fotos hochladen                |
| Villa                                          | Kronprinzenstraße 23 Lage                               | 1900                                          | späthistoristische dreiachsige Reihenvilla, 1900, Torfahrt 1913 überbaut | Fotos hochladen                |
| Wohnhaus                                       | Kuhnenstraße 11a Lage                                   | Mitte des 19. Jahrhunderts                    | dreigeschossiges Wohnhaus, sandsteingegliederter Putzbau, wohl aus der Mitte des 19. Jahrhunderts | Fotos hochladen                |
| Kanalabdeckung                                 | Kutzbachstraße Lage                                     | 18. oder 19. Jahrhundert                      | Kanalabdeckung; Rotsandsteinplatten, wohl aus dem 18. oder 19. Jahrhundert | Fotos hochladen                |
| Wohnhaus                                       | Kutzbachstraße 1 Lage                                   | 1322/23                                       | gotisches Wohnhaus mit Außenkamin, Dendro-Datierung 1322/23, angeblich mit romanischem Mauerstück | Fotos hochladen                |
| Kapelle St. Thomas                             | Kutzbachstraße 3 Lage                                   | 1607                                          | ehemalige Kapelle St. Thomas; im Kern romanischer Rechtecksaal mit Vorraum und Apsis, in der Westwand Drillingsbogengewände, bezeichnet 1607 | Fotos hochladen                |
| Vogtsburg                                      | Kutzbachstraße 13 Lage                                  | ab dem 11. Jahrhundert                        | auch Eulenburg; dreigeschossiger, steil aufragender Massivbau, im Kern romanisch, wohl aus der Mitte des 11. Jahrhunderts, Erweiterung im 12. oder 13. Jahrhundert, turmartiger Anbau wohl aus dem 14. Jahrhundert, Treppenturm bezeichnet 1543; 1888 Umbau: Aufstockung des Kernbaus, Dach- und Fenstergewänderneuerung, um 1913 Verbindung zum Druckerei-Neubau (Kutzbachstraße 15/17); Keller teilweise romanisch; mit Ausstattung; neuromanische Hofmauer | weitere Bilder Fotos hochladen |
| Druckereigebäude                               | Kutzbachstraße 15/17 Lage                               | 1913                                          | Druckereigebäude; vielgliedriger Baukomplex, verputzte Eisenbetonkonstruktion, Reformarchitektur, 1913, Architekt Jacob Reiter; Ausstattung | Fotos hochladen                |
| Deutschordenskommende                          | Langstraße 2 Lage                                       | 1731                                          | Deutschordenskommende; Bau A Wohnhaus der Komturei, Mansardwalmdachbau, bezeichnet 1731 | weitere Bilder Fotos hochladen |
| Torbogen                                       | Liebfrauenstraße ohne Nummer Lage                       | 1909                                          | Torbogen mit Relieftondi und Kreuzigungsgruppe, 1909, Architekt Peter Marx | weitere Bilder Fotos hochladen |
| Bischofshof                                    | Liebfrauenstraße 1 Lage                                 | ab 1100                                       | Bischofshof; Unterbau mit säulengetragenem Kreuzgratgewölbe und Erdgeschoss-Verbindungsgang romanisch, wohl um oder ab 1100; barocker Oberbau, hochgesockelter sandsteingegliederter Walmdachbau, Architekt eventuell Balthasar Neumann (Georgskurie und Konsistorium); straßenbildprägend; auf der Gartenseite tonnengewölbter Keller mit Verbindungsgang, bezeichnet 1721; Reste der Stephanuskapelle, Mitte des 12. Jahrhunderts | Fotos hochladen                |
| Katholische Pfarrkirche Liebfrauen             | Liebfrauenstraße 1 Lage                                 | nach 1233                                     | lebhaft gestaffelter frühgotischer Zentralbau, bald nach 1233 begonnen, wohl um 1260 vollendet, Restaurierungen 1859–76, 1881/84, 1890–1904, Teilzerstörung 1944, Wiederherstellung 1946–50, Architekt Mathias Hengesberg, 1992 Vervollständigung der Skulpturen des Westportals; mit Ausstattung; Paradies, um 1255, unter Verwendung frühmittelalterlicher Mauerpartien | weitere Bilder Fotos hochladen |
| Metternicher Hof                               | Liebfrauenstraße 2–4 Lage                               | 16. oder 17. Jahrhundert                      | Renaissancebau mit Pfeilerarkaden und offener Galerie, Renaissance-Torfahrt; Torfahrt mit Inschriftplatte, nach 1806; unter Nr. 3 romanischer Keller, vor 1339; Nr. 4 dreigeschossiges Wohnhaus, Reformarchitektur, 1909, Architekt Peter Marx, mit Ausstattung | Fotos hochladen                |
| Wohn- und Geschäftshaus                        | Liebfrauenstraße 5, 6 Lage                              | 1713–28                                       | ehemaliges Franziskanerinnenkloster St. Afra; Nr. 5 Umfassungsmauern der dreigeschossigen barocken ehemaligen Klostergebäude, 1713–28, straßenbildprägende Toreinfahrt, bezeichnet 1728; Nr. 6 ehemalige Kirche, Saalbau, 1721–24, Architekt Franziskanerbruder Odericus Weiler (?) | Fotos hochladen                |
| Wohnhaus                                       | Liebfrauenstraße 8 Lage                                 | 1914                                          | dreigeschossiges Zeilenwohnhaus, hausteingegliederter Mansarddachbau, neuklassizistische Motive, 1914, Architekten Ernst Brand und Ernst Stahl | Fotos hochladen                |
| Palais Kesselstatt                             | Liebfrauenstraße 9 Lage                                 | 1742                                          | repräsentative Dreiflügelanlage mit Mansarddach, Mittelbau mit vorschwingender Fassade, bezeichnet 1742, Architekt Johann Valentin Thoman, Mainz; barocke Einraumkeller; Weinkeller, stattliche Gewölbehalle, 1920er Jahre; tonnengewölbter Weberbach-Kanal | weitere Bilder Fotos hochladen |
| Bernardhof                                     | Liebfrauenstraße 10 Lage                                | ab dem 12. Jahrhundert                        | von der Straße zurückgesetzter zweigeschossiger Bau, bereits im 12. Jahrhundert als Refugium der Abtei Himmerod genannt, barock erneuert, nach der Säkularisation Gräflich Kesselstattsche Rentmeisterei, mehrfach verändert, im Inneren entkernt | weitere Bilder Fotos hochladen |
| Villen                                         | Lindenstraße 4 und 5 Lage                               | 1896                                          | zwei Halbvillen; sandsteingegliederte Putzbauten in Formen spätgotisch geprägter Frührenaissance, 1896 | BW                             |
| Wohnblock                                      | Lindenstraße 14–16 Lage                                 | 1922–24                                       | dreigeschossiger Wohnblock mit zurückschwingender Front, Reformarchitektur, 1922–24, Architekt Ernst Brand | Fotos hochladen                |
| Benediktinerabtei St. Martin                   | Martinsufer 1–3 Lage                                    | 1626                                          | ehemalige Benediktinerabtei St. Martin; Wohnflügel des ehemaligen Benediktinerklosters, 21-achsiger Putzbau mit Renaissancegiebeln, 1626 vollendet, Umbauten und Erweiterungen unter Abt Benedikt Henn (ehemals bezeichnet 1735) und Abt Paul Lejeune (1747–78, Wappen über dem Sturz der Tür im Innenhof); zugehörig die im Norden und Osten das Gelände begrenzende Bruchsandsteinmauer | weitere Bilder Fotos hochladen |
| Villa                                          | Merianstraße 16 Lage                                    | 1880                                          | kleine spätklassizistische Villa, 1880 | Fotos hochladen                |
| Wohn- und Geschäftshaus                        | Moselstraße 11 Lage                                     | 1908                                          | dreigeschossiges späthistoristisches Wohn- und Geschäftshaus, sandsteingegliederter Ziegelbau mit Mansarddach, 1908, Architekt Cäsar Kokke | Fotos hochladen                |
| Wohn- und Geschäftshaus                        | Moselstraße 15 Lage                                     | 1800                                          | Wohn- und Geschäftshaus, schmaler zweigeschossiger Putzbau mit Mansarddach, um 1800 mit älterem Kern | Fotos hochladen                |
| Wohn- und Geschäftshaus                        | Nagelstraße 2 Lage                                      | 1908/09                                       | Wohn- und Geschäftshaus der Firma H. Gumprich & Söhne; langgestreckter viergeschossiger Putzbau, Reformstil, 1908/09, Architekt Victor Schmeltzer | BW                             |
| Wohn- und Geschäftshaus                        | Nagelstraße 3 Lage                                      | 1899/1900                                     | dreigeschossiges späthistoristisches Zeilenwohn- und Geschäftshaus, bezeichnet 1899/1900, Architekt Carl Dalmar | Fotos hochladen                |
| Wohn- und Geschäftshaus                        | Nagelstraße 31 Lage                                     | 1905                                          | dreigeschossiges Zeilenwohn- und Geschäftshaus mit Jugendstil-Stuckfassade, bezeichnet 1905, Architekt H. Meppert; älterer tonnengewölbter Keller | Fotos hochladen                |
| Jesuitenapotheke                               | Neustraße 1 Lage                                        | um 1882                                       | dreigeschossiges späthistoristisches Dreiachsenhaus mit Mansarddach, Neurenaissancemotive, um 1882 | Fotos hochladen                |
| Haus „Zur Engelsburg“                          | Neustraße 2 Lage                                        | um 1700                                       | Fassade des dreigeschossigen Mansarddachbaus, angeblich um 1810, wohl älter (um 1700) | Fotos hochladen                |
| Wohn- und Geschäftshaus                        | Neustraße 5 Lage                                        | um 1790                                       | dreigeschossiges klassizistisches Dreiachsenhaus, Mansarddachbau mit aufwändigem Zwerchhaus, wohl um 1790 | Fotos hochladen                |
| Wohn- und Geschäftshaus                        | Neustraße 6/7 Lage                                      | letztes Viertel des 19. Jahrhunderts          | dreigeschossiges späthistoristisches Zeilenwohn- und Geschäftshaus, letztes Viertel des 19. Jahrhunderts | Fotos hochladen                |
| Wohn- und Geschäftshaus                        | Neustraße 11 Lage                                       | 1899                                          | viergeschossiges späthistoristisches Zeilenwohn- und Geschäftshaus, 1899, Architekt Carl Pfeiffer; tonnengewölbter Zweiraumkeller, 1778 | Fotos hochladen                |
| Wohn- und Geschäftshaus                        | Neustraße 15 Lage                                       | 1818                                          | Wohn- und Geschäftshaus über mittelalterlichem Keller, dreigeschossig, 1818, mit klassizistischem Dekor, im ersten Obergeschoss Pilaster und halbkreisförmige Sturzrosetten über den Fenstern | Fotos hochladen                |
| Haus „Zum Mohren“                              | Neustraße 20 Lage                                       | vor 1800                                      | barockes Dreiachsenhaus mit Mansarddach, klassizistische Motive, wohl kurz vor 1800, über tonnengewölbtem Keller; neuklassizistische Ausstattung | Fotos hochladen                |
| Wohn- und Geschäftshaus                        | Neustraße 22 Lage                                       | ersten Hälfte des 17. Jahrhunderts            | dreigeschossiges Wohn- und Geschäftshaus, in spätgotischer Tradition stehender Renaissancebau, aus der ersten Hälfte des 17. Jahrhunderts | Fotos hochladen                |
| Wohn- und Geschäftshaus                        | Neustraße 23 Lage                                       | 1595                                          | dreigeschossige Wohn- und Geschäftshaus, in spätgotischer Tradition stehender Renaissancebau, 1595, Fassade 1912 überformt | Fotos hochladen                |
| Wohn- und Geschäftshaus                        | Neustraße 26 Lage                                       | spätes 18. Jahrhundert                        | Wohn- und Geschäftshaus, im späten 18. Jahrhundert wohl unter Einbeziehung älterer Substanz errichtet, zwei späthistoristische Ladeneinbauten von 1885 und 1899, dreigeschossiger Bau mit Mansarddach von 1939/40 | Fotos hochladen                |
| Wohn- und Geschäftshaus                        | Neustraße 27 Lage                                       | um 1770                                       | Wohn- und Geschäftshaus, dreigeschossig, um 1770 über spätgotischer Kelleranlage errichtet, im Inneren Wendeltreppe | Fotos hochladen                |
| Angela-Merici-Gymnasium                        | Neustraße 35 Lage                                       | 1738–65                                       | ehemaliges Franziskanerminoritenkloster St. German, heute Angela-Merici-Gymnasium; von den barocken Klostergebäuden, 1738–65, sowie der Klosterkirche, 1765–68, Architekt Matthias Großmann, das Erdgeschoss der hofseitigen barocken Kreuzgangwände; 1951 Neubau des Ursulinen-Gymnasiums unter Einbeziehung historischer Bausubstanz (Westfassade und südliche Langhauswand); Immaculata; an der Kuhnenstraße barocke östliche Beringmauer, Bruchsandstein, verschiedene Gewändeteile | Fotos hochladen                |
| Wohn- und Geschäftshaus                        | Neustraße 42 Lage                                       | 1596                                          | dreigeschossiges Wohn- und Geschäftshaus, in spätgotischer Tradition stehender Renaissancebau, bezeichnet 1596, Erdgeschoss im 19. Jahrhundert und um 1903 verändert; bauzeitlicher Keller unter Verwendung römischen Materials | Fotos hochladen                |
| Keller                                         | Neustraße, in Nr. 43 Lage                               | 1842                                          | Zweiraumkeller: straßenseitiger Raum mit römischem Mauerwerk (Kalksteinquadermauerwerk, Gussmauerwerk mit Ziegeldurchschuss, Ziegelwand mit Estrich), im rückwärtigen Raum romanischer Bogen mit römischen Ziegeln; Tonnengewölbe wohl von 1842; zur Straße verlaufende Grenzmauer hochmittelalterlich | Fotos hochladen                |
| Wohn- und Geschäftshaus                        | Neustraße 51 Lage                                       | um 1902                                       | dreigeschossiges späthistoristisches Wohn- und Geschäftshaus mit Mansarddach, um 1902, Architekt wohl Carl Dalmar | Fotos hochladen                |
| Wohn- und Geschäftshaus                        | Neustraße 56 Lage                                       | 1904                                          | dreigeschossiges späthistoristisches Wohn- und Geschäftshaus mit sandstein- und eisengegliederter Putzfassade, im Drempel Kielbogennische mit Skulptur, 1904, Architekt Carl Dalmar; Ausstattung | Fotos hochladen                |
| Wohn- und Geschäftshaus                        | Neustraße 61 Lage                                       | vor 1900                                      | dreigeschossiges späthistoristisches Zeilenwohn- und Geschäftshaus, Neurenaissance, Ladenpaterre um 1900 | Fotos hochladen                |
| Wohn- und Geschäftshäuser                      | Neustraße 63 und 64 Lage                                | Mitte des 18. Jahrhunderts                    | barocke Blockrandbebauung über tonnengewölbten Kellern; Nr. 63 „Zum englischen Gruß“, wohl aus der Mitte des 18. Jahrhunderts, viertes Geschoss wohl 1859, Neurenaissance-Ladenparterre 1886, Architekt Johann Kuhn; Nr. 64 dreigeschossiger Mansarddachbau, 1776, Ladenparterre 1898 | Fotos hochladen                |
| Wohn- und Geschäftshaus                        | Neustraße 66 Lage                                       | 1847                                          | Wohn- und Geschäftshaus, zweigeschossiges Vorderhaus über mittelalterlicher Kelleranlage, 1847, spätklassizistisch, Hinterhaus vermutlich aus dem späten 18. Jahrhundert | Fotos hochladen                |
| Fassade                                        | Neustraße, an Nr. 83 Lage                               | um 1770                                       | Teile der spätbarocken Fassade mit Portalgewände, Sandstein-Giebelverschweifungen, um 1770 | Fotos hochladen                |
| Fenster                                        | Neustraße, an Nr. 87 Lage                               |                                               | zweischlitziges romanisches Plattenfenster (im Bild rechts) | Fotos hochladen                |
| Haus „Zum weißen Kreuz“                        | Neustraße 91 Lage                                       | 12. oder 13. Jahrhundert                      | spätgotisches Giebelhaus mit Außenkamin, hausteingegliederter Putzbau, wohl 1723 umgebaut, Portal 1906; kreuzgratgewölbte Kellerhalle, 12. oder 13. Jahrhundert | Fotos hochladen                |
| Wohn- und Geschäftshaus                        | Neustraße 92 Lage                                       | 12. oder 13. Jahrhundert                      | stattliches spätgotisches Giebelhaus, Fassade barock überformt, wohl um 1770/80; mit Ausstattung; Einstützenkeller, 12. oder 13. Jahrhundert | Fotos hochladen                |
| Trebeta-Brunnen                                | Nikolaus-Koch-Platz Lage                                | Mitte des 17. Jahrhunderts                    | Trebeta-Brunnen; barocker Wandnischenbrunnen, Mitte des 17. Jahrhunderts oder um 1700, in der ersten Hälfte des 19. Jahrhunderts überformt, Sandsteinfiguren von Romulus und Trebata | Fotos hochladen                |
| Römisches Amphitheater                         | Olewiger Straße 27 Lage                                 | ab dem 2. Jahrhundert                         | Erdbau mit um die ovale Arena aufgeschütteten Rängen, kalksteinverblendeten Stützmauern und gemauerten Eingänge, spätes 2. Jahrhundert, Reparaturen im 4. Jahrhundert; unter der Arena aus dem Schieferfelsen gehauener Keller, 3. Jahrhundert (?), sukzessive erweitert; einziges römisches Amphitheater, das im Wesentlichen aus einer künstlichen Anschüttung besteht und in die Stadtmauer eingebunden war | weitere Bilder Fotos hochladen |
| Maschinenfabrik Laeis                          | Ostallee 3 Lage                                         | 1861–1900                                     | Gießerei und Maschinenfabrik Laeis (Eduard Laeis); 1861 bis 1900, eine der frühesten Trierer Industrieanlagen; 36-achsige Straßenfassade, Mittelteil eingeschossig und verputzt, eineinhalbgeschossige Seitenteile mit kleinen roten Sandsteinquadern verkleidet, neuromanische Motive | Fotos hochladen                |
| Villa Scherer                                  | Ostallee 31 Lage                                        | 1889/90                                       | repräsentativer, aus Kuben zusammengsetzer sandsteingegliederter Klinkerbau mit Walmdach, Neurenaissance, 1889/90, Architekt A. Massing | Fotos hochladen                |
| Wohn- und Geschäftshaus                        | Palaststraße 3 Lage                                     | 1877                                          | Wohn- und Geschäftshaus mit mittelalterlichem Kern, Fassade 1877, dreigeschossiger Putzbau | BW                             |
| Wohn- und Geschäftshaus                        | Palaststraße 5 Lage                                     | 1877                                          | Wohn- und Geschäftshaus, gründerzeitlicher Bau von 1877 über mittelalterlicher Kelleranlage | BW                             |
| Fassade                                        | Palaststraße, an Nr. 11/13 Lage                         | spätes 17. oder frühes 18. Jahrhundert        | straßenbildprägende dreigeschossige Fassade mit Stockfenstern, spätes 17. oder frühes 18. Jahrhundert; unter Nr. 13 hochmittelalterlicher kreuzgratgewölbter Einstützenkeller, unter Nr. 11 tonnengewölbter Keller | BW                             |
| Zunfthaus der Zimmerleute und Schreiner        | Palaststraße 12 Lage                                    | um 1400                                       | gotischer Massivbau, wohl um 1400, Ladenparterre neugotisch verändert, 1900, Architekt Joseph Mendgen; mit Ausstattung; kreuzgratgewölbte gotische Kellerhalle | Fotos hochladen                |
| Keller und Gebäudeteile                        | Palaststraße, in Nr. 15/17 Lage                         | 13. Jahrhundert                               | kreuzgratgewölbte Kellerhalle, wohl aus dem 13. Jahrhundert; im Obergeschoss der Trennmauer von Nr. 15 und 17 spätgotischer Rundpfeiler; im Obergeschoss des Rückgebäudes drei Renaissance-Stockfenster | BW                             |
| Portal                                         | Palaststraße, an Nr. 19 Lage                            | 1736                                          | reich profiliertes Oberlichtportal, bezeichnet 1736, Architekt Lorenz Pauli | Fotos hochladen                |
| Pfarrhaus                                      | Paulusplatz 3 Lage                                      | 1907                                          | Pfarrhaus von St. Paulus; zweieinhalbgeschossiger neugotischer Putzbau mit wieder verwendeten historischen Gewände, 1907, Architekt Julius Wirtz, bauzeitliche Toreinfahrt; Ausstattung; platzbildprägend mit Pauluskirche | Fotos hochladen                |
| Kunstgewerbeschule                             | Paulusplatz 4 Lage                                      | 1909–12                                       | ehemalige Handwerker- und Kunstgewerbeschule, jetzt Hochschule Trier; monumentaler neuklassizistischer Winkelbau mit Walmdach, dreigeschossiger Stahlbeton-Skelettbau, 1909–12, Architekt Balduin Schilling; platzbildprägend | Fotos hochladen                |
| Katholische Pfarrkirche St. Paulus             | Paulusplatz 5 Lage                                      | 1905–07                                       | stattliche neuromanische Querhausbasilika mit stadtbildprägendem Eckturm, 1905–07, Architekten Wilhelm Schmitz und Julius Wirtz | weitere Bilder Fotos hochladen |
| Skulptur                                       | Pferdemarkt, an Nr. 1 Lage                              | 1765                                          | Immaculata; spätbarocke Sandsteinskulptur, angeblich von 1765 | Fotos hochladen                |
| Wohn- und Geschäftshaus                        | Pferdemarkt 1a Lage                                     | 1895                                          | Wohn- und Geschäftshaus, dreigeschossiges Eckhaus im Stil der Neurenaissance, 1895 für Johann Adam Spenrath errichtet | Fotos hochladen                |
| Transformatorenhaus                            | Pferdemarkt 5 Lage                                      | vor 1914                                      | Transformatorenhaus; Walmdachbau mit Attika, Annexbauten, wohl vor 1914 | Fotos hochladen                |
| Architektur- und Ausstattungsteile             | Pferdemarkt, in Nr. 7 Lage                              | ab dem 17. Jahrhundert                        | Architektur- und Ausstattungsteile, klassizistisches Portalgewände, bezeichnet 1820; reich stuckierte Kölner Decke, 17. Jahrhundert; spätbarocke Ofennische; im Obergeschoss Ofennische wohl aus dem frühen 19. Jahrhundert | BW                             |
| Wohn- und Geschäftshaus                        | Porta-Nigra-Platz 6, Rindertanzstraße 16 Lage           | 1895/97                                       | viergeschossiges Eckhaus zur Rindertanzstraße, mit schräg gestelltem Eckerker, 1895/97 für A. Steingröver vom Bauunternehmer August Herresthal errichtet, Fassade zum Porta-Nigra-Platz 1909 nach Entwurf von Julius Wirtz umgebaut mit gestaffelten Zwerchgiebeln | Fotos hochladen                |
| Wohn- und Geschäftshaus                        | Porta-Nigra-Platz 7 Lage                                | 1896                                          | dreigeschossiges Wohn- und Geschäftshaus; sandsteingegliederte Putzfassade mit neugotischen und neubarocken Motiven, 1896 | Fotos hochladen                |
| Mauer und Portale                              | Predigerstraße, gegenüber Nr. 11–14 Lage                |                                               | nördlich von Nr. 17 anschließende Straßenmauer; gegenüber Nr. 12 klassizistisches Portal, daneben wohl mittelalterliches Bogenportal | BW                             |
| Domherrenkurie                                 | Predigerstraße 15/15a Lage                              | 1826                                          | ehemalige Domherrenkurie; klassizistischer Walmdachbau, um 1826, Architekt Hetzroth, über älterem Keller; in der Umfassungsmauer Torfahrt, bezeichnet 1688; unter der östlichen Ökonomie tonnengewölbter Keller mit wohl romanischen Resten | Fotos hochladen                |
| Keller und Torbogen                            | Predigerstraße, in Nr. 17 Lage                          |                                               | wohl vorbarocker Halbkeller; in der straßenbildprägenden Umfassungsmauer eingemauert Bruchstücke des sogenannten Domsteins, klassizistisches Eingangsgewände, zugesetzter mittelalterlicher Torbogen sowie Ansatz eines zweiten, wohl mittelalterlichen Torbogens | Fotos hochladen                |
| Wohn- und Geschäftshaus                        | Rindertanzstraße 1 Lage                                 | 1896                                          | Wohn- und Geschäftshaus, 1896 für J. Hub. Philipp errichtet, dreigeschossiger traufständiger Putzbau mit Mansarddach | Fotos hochladen                |
| Mergener Hof                                   | Rindertanzstraße 3/4 Lage                               | erstes Viertel des 17. Jahrhunderts           | ehemaliger Hof „Zum Rindertanz“; Stadthof, erstes Viertel des 17. Jahrhunderts; Nr. 4 Haupt- und Küchenflügel, Winkelbau mit Walmdächern, als Zwerchhaus gebildeter Kamingiebel, Spätrenaissance, bezeichnet 1622; mit Ausstattung; Nr. 3 ehemaliger Kapellenbau, hausartiger Walmdachbau, (innen) bezeichnet 1609, Zwischenbau, Treppenturm, ehemals angeblich bezeichnet 1616 | weitere Bilder Fotos hochladen |
| Architekturfragmente                           | Rindertanzstraße, an Nr. 10 Lage                        |                                               | Architekturfragmente, romanisches Würfelgesims auf Konsolen; gotischer Torbogen (oberer Teil) | Fotos hochladen                |
| Keller                                         | Rindertanzstraße, unter Nr. 12 Lage                     |                                               | tonnengewölbter, von Gurtbogen untergliederter, wohl hochmittelalterlicher Keller | BW                             |
| Wohn- und Geschäftshaus                        | Rindertanzstraße 14 Lage                                |                                               | unregelmäßiger, gewinkelter, dreigeschossiger Gemengebau; mittelalterlicher turmartiger Kernbau mit Walmdach über tonnengewölbtem Keller; im südlichen Teil Renaissance-Rundpfeiler, Portal; zwischen Turmhaus und Treppenhaus profiliertes Gewände mit Kartusche, wohl aus dem dritten Viertel des 18. Jahrhunderts | BW                             |
| Römerbrücke                                    | Römerbrücke Lage                                        | 154-157                                       | Steinpfeilerbrücke, Dendro-Datierung 154–157, Einwölbung 1343 und 1719 | Fotos hochladen                |
| Villa                                          | Schützenstraße 29 Lage                                  | 1893                                          | kleine späthistoristische Walmdach-Villa auf bewegtem Grundriss, 1893 | BW                             |
| Kloster St. Markus                             | Seizstraße 8, Am Palastgarten 6 Lage                    | 1687                                          | ehemaliges Franziskanerinnenkloster; Hauptgebäude (Seizstraße 8): untere Teile der Fassade des ehemaligen spätgotischen Giebelhauses mit barockem Portal, bezeichnet 1724; ehemaliges Schlafhaus (Am Palastgarten 6), dreigeschossiger Walmdachbau mit Treppenturm, angeblich von 1687 | weitere Bilder Fotos hochladen |
| Max-Planck-Gymnasium                           | Sichelstraße 3 Lage                                     | 1908                                          | ehemals Kaiser-Wilhelm-Gymnasium; malerisch-asymmetrische neugotische Anlage, 1908 und 1911–13, Architekten Wilhelm Oehme und Hermann Fülles; straßenbildprägend der Aulabau mit dreiteiliger Fenstergruppe; Eingangs-Treppenhaus, Neurenaissance mit Jugendstilanklängen; Ausstattung; tonnengewölbter Tiefenkeller | weitere Bilder Fotos hochladen |
| Zentralweinkeller                              | Sichelstraße 6 Lage                                     | 1902/03                                       | ehemaliger Staatlicher Zentralweinkeller; nahezu 5500 m² große Kelleranlage, 1902/03, Architekt Jaffke; teilweise kleinteilig mit Tonnengewölben zwischen Wandstücken und Mauerzungen sowie mehrschiffige Halle mit Längstonnen und Stichkappen über Vierkantpfeilern; tonnengewölbter Verbindungsgang zum Max-Planck-Gymnasium; eineinhalbgeschossige ehemalige Küferei mit Verwaltungsgebäude unter Walmdach und eingeschossigem Anbau sowie landshausartigem Wohnhaus des Kellermeisters, 1902–05, Architekt Jaffke; mit Ausstattung | Fotos hochladen                |
| Neue Regierung                                 | Sichelstraße 8 Lage                                     | 1905                                          | Katasterverwaltung und Steuerabteilung der Königlichen Regierung; großvolumiger neuromanischer Gelenkbau, dreiachsige Eckfassade, dreiachsige Giebelrisalite als Abschluss der Flügelbauten, bezeichnet 1905, Architekt Jaffke; straßenbildprägend | Fotos hochladen                |
| Verwaltungsgebäude                             | Sichelstraße 10/12 Lage                                 | 1924–26                                       | ehemalige Handwerkskammer, heute Diözesan-Caritasverband; dreigeschossiger Winkelbau mit Walmdächern, der Straßenflucht folgendes Erdgeschoss kunststeinverblendet, expressionistische Motive, 1924–26, Architekt Ernst Brand; platzbildprägend; mit Ausstattung | Fotos hochladen                |
| Haus „Fetzenreich“                             | Sichelstraße 32/34/36 Lage                              | 1269–81                                       | ehemaliger Stadthof „Fetzenreich“; Nr. 32 Haupthaus, im Kern gotische Einstützenkonstruktion, Dendro-Datierung 1269–81, Renaissance-Erweiterung um 1580, Fassade teilweise neugotisch überformt, Wappenrelief des Abtes Maximinius Gülich, bezeichnet 1677, Renaissance-Treppenturm, bezeichnet 1602, Aufstockung um 1885, neugotischer Seitenrisalit; mit Ausstattung; Nr. 34 ehemaliger Küchenbau, im Kern gotisch; Nr. 36 im Kern gotischer Mansardwalmdachbau, Umbau in den 1820er Jahren; gesamter Komplex über mittelalterlichen Kellern; Reste einer vorbarocken Torhalle | Fotos hochladen                |
| Wegekreuz                                      | Sickingenstraße, bei Nr. 11 Lage                        | 1829                                          | Wegekreuz; Rotsandstein, nachbarockes Postament, bezeichnet 1829, Kreuz und Korpus wohl aus dem späten 19. Jahrhundert | Fotos hochladen                |
| Domkurie Eich                                  | Sieh um Dich 2 Lage                                     | ab dem späten 11. oder frühen 12. Jahrhundert | Kurie Eich oder „Zur (großen) Eiche“; barocker Walmdachbau, bezeichnet 1770; mit Ausstattung; romanisches Haus, spätes 11. oder frühes 12. Jahrhundert, mächtiger Halbturmanbau, wohl aus dem späten 12. Jahrhundert; in der Domberingmauer römische Sandsteinquader; spätromanische Kapelle, Dendro-Datierung 1199; Mansarddach-Gartenlaube; Wirtschafts- und Remisentrakt, eingeschossiger Mansarddachbau, im Anbau Torfahrt, um 1770 | Fotos hochladen                |
| Stiftskurie                                    | Simeonstiftplatz 2 Lage                                 | 1741                                          | zweigeschossiger traufständiger Putzbau, über der Tür bezeichnet 1741, ursprüngliche Raumkonzeption, Treppenhaus, Stuckdecken, vermutlich ehemalige Stiftskurie des Simeonstiftes | Fotos hochladen                |
| Haus „Zum Christophel“                         | Simeonstraße 1 Lage                                     | 1895–97                                       | Miets- und Geschäftshaus, 1895–97 vom Bauunternehmer August Herrestahl errichtet, Eckhaus zum Porta-Nigra-Platz mit zwei unterschiedlichen, reich gegliederten sandsteinsichtigen Fassaden; gehört zu den qualitätvollsten Bauten der Neugotik in Trier | Fotos hochladen                |
| Wohn- und Geschäftshaus                        | Simeonstraße 2 Lage                                     | 1893                                          | Wohn- und Geschäftshaus, dreigeschossig mit großen Schaufenstern, in Formen von Neurenaissance und -barock, 1893 für A. Steingröver errichtet | Fotos hochladen                |
| Alte Schmiede                                  | Simeonstraße 7 Lage                                     | vor 1550                                      | viergeschossiges Wohn- und Geschäftshaus, in gotischer Tradition stehender Frührenaissancebau, in den Fensterstürzen Männerbüsten und Platten mit Sinnsprüchen, wohl kurz vor 1550 (Parterre im 20. Jahrhundert verändert); tonnengewölbter Keller | weitere Bilder Fotos hochladen |
| Karl-Marx-Wohnhaus                             | Simeonstraße 8 Lage                                     | 18. Jahrhundert                               | Zeilenwohn- und Geschäftshaus, barocker Mansarddachbau, 18. Jahrhundert, über mittelalterlichem Keller | Fotos hochladen                |
| Keller                                         | Simeonstraße, in Nr. 11 Lage                            | 14. Jahrhundert                               | zweischiffiger, dreijochiger Keller mit Kreuzgratgewölben; spätmittelalterlich (14. Jahrhundert?) mit älterem Kern | BW                             |
| Wohn- und Geschäftshaus                        | Simeonstraße 14 und 15 Lage                             | erstes Drittel des 19. Jahrhunderts           | dreigeschossige Zeilenwohn- und Geschäftshäuser, klassizistische Mansarddachbauten, wohl aus dem ersten Drittel des 19. Jahrhunderts, im Kern älter; mittelalterliche Keller | Fotos hochladen                |
| Fassade                                        | Simeonstraße, an Nr. 16 Lage                            | zweites Viertel des 19. Jahrhunderts          | sandsteinverkleidete klassizistische Fassade, zweites Viertel des 19. Jahrhunderts | Fotos hochladen                |
| Fassade und Keller                             | Simeonstraße, an Nr. 17 Lage                            | um 1819                                       | klassizistische Fassade, wohl um 1819; tonnengewölbter Keller älter | Fotos hochladen                |
| Fenster                                        | Simeonstraße, an Nr. 18 Lage                            | zweite Hälfte des 12. Jahrhunderts            | romanisches Zwillingsbogenfenster, zweite Hälfte des 12. Jahrhunderts | BW                             |
| Dreikönigenhaus                                | Simeonstraße 19 Lage                                    | um 1220                                       | spätromanisches wohnturmartiges Patrizierhaus, um 1220, palastartige Fassade seit dem 15. Jahrhundert mehrfach verändert, zuletzt 1938 mit Ladeneinbau und rekonstruierender Wiederherstellung des vermuteten ursprünglichen Zustands mit getreppter Schirmwand; kreuzgratgewölbter Einstützenkeller; langgestrecktes Hintergebäude, im Kern romanisch, um 1900 östliche Giebelfront aufgestockt; tonnengewölbter Keller | weitere Bilder Fotos hochladen |
| Wohn- und Geschäftshaus                        | Simeonstraße 23/24 Lage                                 | 1895                                          | viergeschossiges Wohn- und Geschäftshaus, sandsteingegliederter Klinkerbau, Neurenaissance, 1895, Architekt Carl Dalmar; straßenbildprägend; westlich (vorbarocker?) tonnengewölbter Einraumkeller | Fotos hochladen                |
| Keller                                         | Simeonstraße, in Nr. 26 Lage                            |                                               | Keller mit mittelalterlicher (zugesetzter) Arkatur; westlich anschließend schmaler (vorbarocker?) Einraumkeller | BW                             |
| Wohn- und Geschäftshäuser                      | Simeonstraße 28/29 Lage                                 | 1878                                          | dreieinhalbgeschossige spätklassizistische Wohn- und Geschäftshäuser, 1878, Architekt Carl Dalmar; tonnengewölbte Keller älter | Fotos hochladen                |
| Wohn- und Geschäftshaus                        | Simeonstraße 30 Lage                                    | 1879                                          | viergeschossiges neubarockes Zeilenwohn- und -geschäftshaus, 1879, Architekt Nicolaus Monshausen | Fotos hochladen                |
| Wohn- und Geschäftshaus                        | Simeonstraße 31 Lage                                    | um 1879                                       | viergeschossiges Wohn- und Geschäftshaus, Neurenaissance, um 1879 | Fotos hochladen                |
| Wohn- und Geschäftshaus                        | Simeonstraße 33 Lage                                    | 1855                                          | viergeschossiges neuklassizistisches Wirts- und Wohnhaus, um 1855; im Kern mittelalterliches Rückgebäude über tonnengewölbtem Einraumkeller mit Brunnen | Fotos hochladen                |
| Fassade                                        | Simeonstraße, an Nr. 38/39 Lage                         | um 1880                                       | späthistoristische Doppelhausfassade des dreigeschossigen Wohn- und Geschäftshauses mit Mansarddach, um 1880 | Fotos hochladen                |
| Wohn- und Geschäftshaus                        | Simeonstraße 40 Lage                                    | 1879/80                                       | viergeschossiges Wohn- und Geschäftshaus mit opulenter Neurenaissancefassade, 1879/80, Architekt Peter Schneider | Fotos hochladen                |
| Fassade                                        | Simeonstraße 41/41a Lage                                | um 1885                                       | Neurenaissancefassade des dreigeschossigen Wohn- und Geschäftshauses mit Mansarddach, um 1885; tonnengewölbter Keller älter | BW                             |
| Wohn- und Geschäftshaus                        | Simeonstraße 45 Lage                                    | 17. oder 18. Jahrhundert                      | palaisartiges barockes Wohnhaus mit Mansarddach, balkonüberbauter Säulenportikus eventuell später; mit Ausstattung | Fotos hochladen                |
| „Historischer Keller“                          | Simeonstraße, in Nr. 46/47 Lage                         | 13. oder 14. Jahrhundert                      | große Teile zweier gotischer Kellerhallen mit Mittelpfeilern, wohl aus dem 13. oder 14. Jahrhundert; im Kellerzugang Renaissance-Spolie, bezeichnet 1579 | BW                             |
| Fassade                                        | Simeonstraße 53 Lage                                    | 1780er Jahre                                  | palaisartige spätbarocke Putzfassade mit klassizistischen Einflüssen, wohl aus den 1780er Jahren | Fotos hochladen                |
| Wohn- und Geschäftshaus                        | Simeonstraße 54 Lage                                    | 1820er Jahre                                  | stattliches dreigeschossiges Zeilenwohnhaus mit aufwändiger klassizistischer Fassade, wohl 1820er Jahre; Ausstattung | Fotos hochladen                |
| Kapelle                                        | Simeonstraße 58/59 Lage                                 | 1761                                          | Kapelle des ehemaligen St.-Nikolaus-Hospitals; zweigeschossiger barocker Saalbau mit Haubendach, zweigeschossige Rundapsis mit gefalteter Haube, bezeichnet 1761, nordseitig romanische Stiftsberingmauer einbezogen; bauliche Gesamtanlage | Fotos hochladen                |
| Porta Nigra und Simeons-Stiftskirche           | Simeonstraße 60 Lage                                    | vor 197                                       | Nordtor der Stadtbefestigung, größtes Stadttor der antiken Welt; Mittelbau der Toranlage mit Innenhof als Zwinger, zwei Fenstergeschossen und flankierenden Türmen, Sandsteinquaderbau auf Bruchsteinfundament, vor 197; Umwandlung zur Doppelkirche mit nur wenigen Veränderungen, nach 1134, Apsisanbau, steil proportionierter Quaderbau, wohl 1148–53, Rokokodekor um 1750 | Fotos hochladen                |
| Simeonstift                                    | Simeonstraße 60 Lage                                    | 1135–40                                       | ehemaliges Stift St. Simeon, heute Städtisches Museum und Fremdenverkehrsamt (Bild); ehemalige Stiftskirche siehe Porta Nigra; frühromanischer ehemaliger Kreuzgang: zweigeschossiger sandsteingegliederter Kleinquadermauerwerksbau, in den 1930er Jahren wiederaufgebaut bzw. ergänzt; ehemalige Stiftsgebäude: ehemalige Pilgerlaube (?), Krüppelwalmdachbau, im Kern wohl um 1135–40, im Obergeschoss spätestgotisches Portal, 1547; ehemaliges Dormitorium, dreigeschossiger Walmdachbau, 11. Jahrhundert; Mauerreste des frühromanischen ehemaligen Refektoriums mit Spolie (von Toranlage des Stiftberings?) | Fotos hochladen                |
| Ateliergebäude                                 | Steingröverweg 1 Lage                                   | 1899                                          | ehemaliges Atelier der Kunst- und Verlagsanstalt Schaar & Dathe; dreigeschossiger neugotischer Bau, vier Achsen 1899 durch Architekt J. Schmitz an wenig älteres Gebäude angefügt und mit gemeinsamer Fassade versehen, Fachwerkobergeschoss nach Vorbildern an der Mittelmosel des 16. Jahrhunderts | BW                             |
| Wohn- und Geschäftshaus                        | Sternstraße 1 Lage                                      | 1960                                          | Eckwohn- und Geschäftshaus, Stahlbetonskelettbau, 1960, Architekt Heinrich Otto Vogel; 23 Szenen in Malerei-Mosaik-Mischtechnik, 1962, Kunstmaler Werner Persy | Fotos hochladen                |
| Wohn- und Geschäftshaus                        | Sternstraße 3 Lage                                      | 1475                                          | Fachwerkbau in Stockwerkbauweise mit massivem Erdgeschoss, Dendro-Datierung 1475; mit Ausstattung; in der Keller-Südmauer überwölbter Stadtbach-Kanal | Fotos hochladen                |
| Wohn- und Geschäftshaus                        | Sternstraße 6 Lage                                      | 1897                                          | viergeschossiges Zeilenwohn- und Geschäftshaus, Mansarddachbau mit sandsteingegliederter neubarocker Klinkerfassade, 1897; zwei Spolien (Wappensteine), 16. Jahrhundert | Fotos hochladen                |
| Wohn- und Geschäftshaus                        | Sternstraße 7 Lage                                      | zweiten Viertel des 18. Jahrhunderts          | dreigeschossiger Barockbau mit Arkaden; Eckhaus, wohl aus dem zweiten Viertel des 18. Jahrhunderts; siehe auch Hauptmarkt 4 und 5 | Fotos hochladen                |
| Geschäftshaus                                  | Stockplatz 2 Lage                                       | 1720er Jahre                                  | Außenbau des palaisartigen barocken Mansarddachbaus mit platzbildprägender überbauter Hofeinfahrt und Nebengebäude, wohl drittes Jahrzehnt des 18. Jahrhunderts, Architekt wohl Frater Joseph Walter, neubarocker Umbau 1867, Architekt Gerhard König; tonnengewölbte Kellerräume mit Eckbrunnen; in der Gartenumfassungsmauer spätbarocker Wandnischenbrunnen | Fotos hochladen                |
| Kellerei                                       | Stockplatz 2a Lage                                      | 1904/05                                       | repräsentative Sandsteinquaderfassade des späthistoristischen Kellereigebäudes, aufwändige Jugendstil-Toreinfahrt und Hofabschlussmauer, 1904/05, Architekt Carl Reitz; platzbildprägend | Fotos hochladen                |
| Wohn- und Geschäftshaus                        | Stockstraße 3 Lage                                      | 19. Jahrhundert                               | schlichtes dreigeschossiges Wohn- und Geschäftshaus des 19. Jahrhunderts | Fotos hochladen                |
| Wohn- und Geschäftshaus                        | Stockstraße 4 Lage                                      | 1879                                          | schlichtes dreigeschossiges Wohn- und Geschäftshaus, 1879 am Übergang von der Stockstraße zum Stockplatz errichtet | weitere Bilder Fotos hochladen |
| Wohn- und Geschäftshaus                        | Stresemannstraße 3 Lage                                 | 19. Jahrhundert                               | Rückgebäude der ehemaligen Wolff’schen Apotheke; dreigeschossiger Renaissancebau mit polygonalem Treppenturm, Fachwerk-Turmstube aus dem 19. Jahrhundert | weitere Bilder Fotos hochladen |
| Thermen am Viehmarkt                           | Viehmarkt Lage                                          | Ende des 1. Jahrhunderts                      | Römische Thermenanlage am Viehmarkt; podestartig erhöht angelegte Thermenanlage (Räume F, D, A, B und C), wohl aus dem 3. Jahrhundert, im Kern gegen Ende des 1. Jahrhunderts entstanden; an Ost- und Westseite Portiken und Nebenräume, nach Süden rechteckiger Baukörper, ausgedehnte Hofflächen, Hypokaustinstallationen | weitere Bilder Fotos hochladen |
| Wohnhaus                                       | Wallstraße 6 Lage                                       | 1892                                          | großvolumiges Zeileneckwohnhaus mit Mansarddach, repräsentativer sandsteingegliederter Klinkerbau, Neurenaissance, 1892, Architekt Jakob Christ; mit Ausstattung | Fotos hochladen                |
| Stadtbibliothek                                | Weberbach 25 Lage                                       | 1955                                          | langgestreckter viergeschossiger Baukubus mit in den Obergeschossen vorgeblendetem Gitterwerk aus Betonformsteinen, straßenseitig eingeschossiger Vorbau, gegenüber trapezoider Pultdachbau mit Glasfront, 1955, Architekt Alfons Leitl | Fotos hochladen                |
| Wohnhaus                                       | Weberbach 56 Lage                                       | 1876                                          | klassizisierendes Zeilenwohnhaus, 1876, Architekt Joseph Weis | Fotos hochladen                |
| Wohnhaus                                       | Weberbach 57 Lage                                       | 1902/03                                       | Zeilenwohn- und Geschäftshaus nach spätmittelalterlichem Vorbild und mit aufwändigem Neurenaissance-Giebel, 1902/03, Architekt Joseph Mendgen | Fotos hochladen                |
| Wohnhaus                                       | Wechselstraße 12 Lage                                   | um 1897                                       | dreigeschossiges Wohnhaus, stattlicher neuklassizistischer Walmdachbau, um 1897; tonnengewölbter Keller älter | Fotos hochladen                |
| Skulptur                                       | Wechselstraße, an Nr. 13 Lage                           | Mitte des 18. Jahrhunderts                    | Pietà in barocker Nische, farbig gefasste Sandsteinskulptur, wohl aus der Mitte des 18. Jahrhunderts | Fotos hochladen                |
| Kaiserthermen                                  | Weimarer Allee Lage                                     | Ende des 3. Jahrhunderts                      | Römische Kaiserthermen; Reste des Badepalastes, sogenannter „Großer Kaisertyp“, gegen Ende des 3. Jahrhunderts | weitere Bilder Fotos hochladen |
| Rheinisches Landesmuseum                       | Weimarer Allee 1 Lage                                   | 1885–89                                       | imposanter Baukomplex; straßenseitiger Neurenaissance-Flügel, langgestreckter Sandsteinquaderbau mit Mittel- und Seitenrisaliten, 1885–89, Architekt Guinbert, Düsseldorf; dreiflügelige Erweiterung, 1904, Architekt Carl Hocheder, München; Neubau des südlichen Seitentrakts mit antikisierendem Portal, 1925/26, Architekt Hermann Fülles | weitere Bilder Fotos hochladen |
| Euchariushaus                                  | Windstraße 2 Lage                                       | 11. oder 12. Jahrhundert                      | ehemals Kurie Quadt bzw. Kurie Rollingen; im Kern romanische Hauptkurie, 11. oder 12. Jahrhundert, Umbau 1594 (im Erdgeschoss zweischiffige, kreuzgratgewölbte Halle und tonnengewölbte Küche), barocke Ausstattung im Obergeschoss; dreigeschossige zehnachsige klassizistische Fassade, 1828, Architekt Johann Georg Wolff; im Kern frühromanische zweigeschossige Rundkapelle mit barocker Stuckdecke, Mitte des 18. Jahrhunderts; Torhaus und Seitenflügel, Spätrenaissance, bezeichnet 1603, 1604 und 1736; offene Remise; Wirtschaftsgebäude, teilweise barock überformt, um 1750/60; an der Flandernstraße barocke Pforte | Fotos hochladen                |
| Rollingerhof                                   | Windstraße 4 Lage                                       | 1826/27                                       | Rollingerhof, Kurie Alt-Hammerstein (?), Kurie Kriechingen oder Kurie Dewora; vornehmes Wohnhaus, spätbarock-klassizistischer Mansardwalmdachbau, 1826/27; romanischer Keller, 11. oder 12. Jahrhundert; in der Umfassungsmauer spätgotische Pforte | BW                             |
| Diözesanmuseum                                 | Windstraße 6–8 Lage                                     | 1832/33                                       | ehemaliges Königlich-Preußisches Gefängnis; langgestreckter klassizistischer Walmdachbau mit basilikalem Pfortenhaus, 1832/33, Architekt Johann Georg Wolff | Fotos hochladen                |
| Wohnhaus                                       | Zuckerbergstraße 1 Lage                                 | 1901                                          | späthistoristisches Wohnhaus, Teil der Eckbebauung zusammen mit Nr. 1a und Böhmerstraße 10a/11, sandsteingegliederter Mansarddachbau, 1901, Architekt Joseph Mendgen; platzbildprägend | Fotos hochladen                |
| Wohnhaus                                       | Zuckerbergstraße 1a Lage                                | 1901                                          | späthistoristisches Wohnhaus, Teil der Eckbabauung zusammen mit Nr. 1 und Böhmerstraße 10a/11, sandsteingegliederter Mansarddachbau, 1901, Architekt Joseph Mendgen; platzbildprägend | Fotos hochladen                |